# Cassis (Bouches-du-Rhône)
Pour les articles homonymes, voir Cassis.
Cassis [kasis] ou [kasi] (Carcisis portus à l'époque romaine, Ier siècle av. J.-C.) est une commune située dans la banlieue sud-est de Marseille, dans le département des Bouches-du-Rhône et de la région Provence-Alpes-Côte d'Azur. Elle se caractérise par des falaises présentes sur son territoire et est connue pour ses vins de Cassis (blanc, mais aussi rosé) produits dans la région. 
La devise en  provençal de la commune attribuée à Frédéric Mistral est « Qu'a vist Paris, se noun a vist Cassis, pòu dire : n'ai rèn vist », ce qui signifie « Qui a vu Paris, s'il n'a pas vu Cassis, peut dire : je n'ai rien vu ».
Ses habitants sont appelés les Cassidains, du provençal cassiden, qui peut avoir une origine ligure.
Le tourisme joue un rôle important dans l'économie de cette commune. La proximité de Marseille et l'esthétique du site se sont traduits à la fin des années 2010 par l'une des affluences touristiques les plus importantes parmi les villes française de mille à dix mille habitants.

## Géographie

### Accès
Cassis se situe sur le pourtour méditerranéen, à environ 20 km à l'est de Marseille.

### Relief
Le cap Canaille, situé entre Cassis et La Ciotat, culmine à 363 mètres. Il fait partie des falaises Soubeyranes qui joignent Cassis à La Ciotat. Sur les kilomètres de côtes séparant ces deux villes, les falaises Soubeyranes en occupent plus de quatre et constituent les plus hautes de France. Elles trouvent leur point le plus haut (394 m) sur la commune de La Ciotat, ce qui les fait figurer aussi parmi les plus hautes falaises maritimes d'Europe. Le cap Canaille, site classé depuis 1989, a été intégré en 2012 au parc national des Calanques et offre un point de vue depuis la route des Crêtes reliant Cassis à La Ciotat. À l'ouest-sud-ouest du centre-ville et dans le même parc national se situe la calanque de Port-Miou, la seule du massif des Calanques à faire partie de la commune de Cassis. Au nord-est, le mont Gibaou, le plus haut point de la commune, domine de ses 398 mètres le bois Marcouline et les vignobles de Cassis.

### Géologie
Le sous-sol de Cassis appartient au crétacé. On trouve trois grands types de sols : des sols peu profonds et d’érosion, des sols rendziniformes et sols bruns peu profonds et des sols bruns développés sur colluvions.

### Climat
Pour des articles plus généraux, voir Climat de Provence-Alpes-Côte d'Azur et Climat des Bouches-du-Rhône.
En 2010, le climat de la commune est de type climat méditerranéen franc, selon une étude du Centre national de la recherche scientifique s'appuyant sur une série de données couvrant la période 1971-2000. En 2020, Météo-France publie une typologie des climats de la France métropolitaine dans laquelle la commune est exposée à un climat méditerranéen et est dans la région climatique  Provence, Languedoc-Roussillon, caractérisée par une pluviométrie faible en été, un très bon ensoleillement (2 600 h/an), un été chaud (21,5 °C), un air très sec en été, sec en toutes saisons, des vents forts (fréquence de 40 à 50 % de vents > 5 m/s) et peu de brouillards. 
Pour la période 1971-2000, la température annuelle moyenne est de 15,2 °C, avec une amplitude thermique annuelle de 15,2 °C. Le cumul annuel moyen de précipitations est de 582 mm, avec 5,7 jours de précipitations en janvier et 1,2 jours en juillet. Pour la période 1991-2020, la température moyenne annuelle observée sur la station météorologique installée sur la commune est de 15,3 °C et le cumul annuel moyen de précipitations est de 614,6 mm. 
La température maximale relevée sur cette station est de 39,1 °C, atteinte le 1er août 2020 ; la température minimale est de −7,7 °C, atteinte le 11 février 2012,,. 
| Mois                                  | jan.          | fév.          | mars          | avril         | mai           | juin          | jui.          | août          | sep.          | oct.            | nov.            | déc.          | année     |
| ------------------------------------- | ------------- | ------------- | ------------- | ------------- | ------------- | ------------- | ------------- | ------------- | ------------- | --------------- | --------------- | ------------- | --------- |
| Température minimale moyenne (°C)     | 4,8           | 4,3           | 6,4           | 8,7           | 12            | 15,7          | 18,1          | 18,3          | 15,1          | 12,3            | 8,3             | 5,6           | 10,8      |
| Température moyenne (°C)              | 8,4           | 8,5           | 10,9          | 13,2          | 16,8          | 20,9          | 23,6          | 23,7          | 19,9          | 16,3            | 11,9            | 9,1           | 15,3      |
| Température maximale moyenne (°C)     | 12            | 12,6          | 15,4          | 17,7          | 21,7          | 26,2          | 29,1          | 29,1          | 24,7          | 20,4            | 15,5            | 12,7          | 19,8      |
| Record de froid (°C) date du record   | −5 25.01.07   | −7,7 11.02.12 | −3,1 02.03.05 | 0,6 03.04.22  | 4 07.05.19    | 8,7 02.06.06  | 10,4 17.07.00 | 11,4 23.08.07 | 6,9 25.09.02  | 2,3 28.10.12    | −3,1 22.11.1999 | −5,1 30.12.05 | −7,7 2012 |
| Record de chaleur (°C) date du record | 19,9 20.01.07 | 22,2 12.02.02 | 23,7 21.03.02 | 26,9 26.04.10 | 32,9 27.05.22 | 37,4 28.06.19 | 37,5 15.07.22 | 39,1 01.08.20 | 33,9 01.09.19 | 30,4 02.10.1997 | 24 14.11.23     | 21,5 30.12.21 | 39,1 2020 |
| Précipitations (mm)                   | 57,8          | 40,6          | 34,2          | 66,5          | 46,8          | 23,5          | 10,4          | 22,6          | 79,4          | 89,9            | 83,1            | 59,8          | 614,6     |

| Diagramme climatique                                  |             |             |             |            |              |              |              |              |              |             |             |
| J                                                     | F           | M           | A           | M          | J            | J            | A            | S            | O            | N           | D           |
| 124,857,8                                             | 12,64,340,6 | 15,46,434,2 | 17,78,766,5 | 21,71246,8 | 26,215,723,5 | 29,118,110,4 | 29,118,322,6 | 24,715,179,4 | 20,412,389,9 | 15,58,383,1 | 12,75,659,8 |
| Moyennes : • Temp. maxi et mini °C • Précipitation mm |             |             |             |            |              |              |              |              |              |             |             |

Les paramètres climatiques de la commune ont été estimés pour le milieu du siècle (2041-2070) selon différents scénarios d'émission de gaz à effet de serre à partir des nouvelles projections climatiques de référence DRIAS-2020. Ils sont consultables sur un site dédié publié par Météo-France en novembre 2022.

## Urbanisme

### Typologie
Au 1er janvier 2024, Cassis est catégorisée petite ville, selon la grille communale de densité à sept niveaux définie par l'Insee en 2022. Elle appartient à l'unité urbaine de Cassis, une agglomération intra-départementale dont elle est ville-centre,. Par ailleurs la commune fait partie de l'aire d'attraction de Marseille - Aix-en-Provence, dont elle est une commune de la couronne,. Cette aire, qui regroupe 115 communes, est catégorisée dans les aires de 700 000 habitants ou plus (hors Paris),.
La commune, bordée par la mer Méditerranée, est également une commune littorale au sens de la loi du 3 janvier 1986, dite loi littoral. Des dispositions spécifiques d’urbanisme s’y appliquent dès lors afin de préserver les espaces naturels, les sites, les paysages et l’équilibre écologique du littoral, tel le principe d'inconstructibilité, en dehors des espaces urbanisés, sur la bande littorale des 100 mètres, ou plus si le plan local d’urbanisme le prévoit.

### Occupation des sols
L'occupation des sols de la commune, telle qu'elle ressort de la base de données européenne d’occupation biophysique des sols Corine Land Cover (CLC), est marquée par l'importance des forêts et milieux semi-naturels (69,9 % en 2018), en diminution par rapport à 1990 (71,3 %). La répartition détaillée en 2018 est la suivante : milieux à végétation arbustive et/ou herbacée (39,6 %), forêts (29,3 %), zones urbanisées (17,8 %), cultures permanentes (10,4 %), mines, décharges et chantiers (1,1 %), espaces ouverts, sans ou avec peu de végétation (1 %), eaux maritimes (0,8 %). 
L'évolution de l’occupation des sols de la commune de Cassis et de ses infrastructures peut être observée sur les différentes représentations cartographiques du territoire : la carte de Cassini (XVIIIe siècle), la carte d'état-major (1820-1866) et les cartes ou photos aériennes de l'IGN pour la période actuelle (1950 à aujourd'hui).

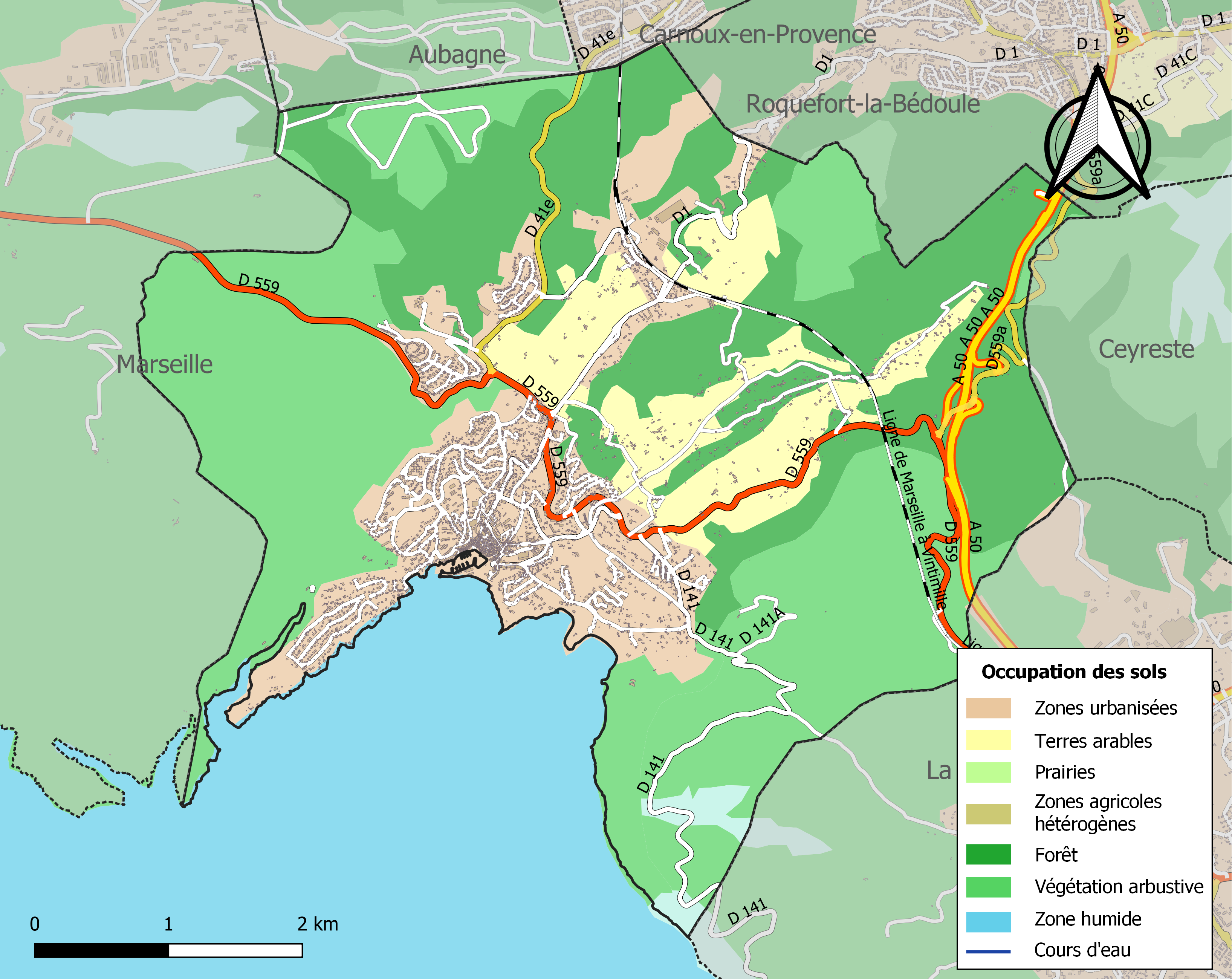
Carte des infrastructures et de l'occupation des sols de la commune en 2018 (CLC).

## Toponymie
La forme la plus ancienne est Tutelæ Charsitanæ, attestée dès le IIe siècle. Elle dérive ensuite en Carsicis (IVe siècle) et Castrum  Cassitis (1323). Ces toponymes suggèrent un thème Car-s dérivé du pré-indoeuropéen *Kar notifiant pierre ou rocher, auquel a été ajouté le suffixe -ite. La langue française a conservé la graphie occitane provençale Cassis qui est identique dans la norme classique et la norme mistralienne.
Les habitants de Cassis et de la région (par exemple) et de Marseille ne prononcent pas le « s » final du nom de la ville, que ce soit en français ou en occitan. Localement, on dit que le fait de prononcer le « s » final aide à remarquer facilement ceux qui ne sont pas de la région[réf. souhaitée]. Le « s » final n'est pas prononcé dans la variante provençale locale de l'occitan, contrairement à d’autres variants de l'occitan. Cette prononciation du « s » final se retrouve dans la devise de la ville qui fait rimer Paris, Cassis et vist entre eux (prononciation en provençal « mistralien » : /pa.ʁis/, /ka.sis/ , /vis/).

### Micro-toponymie
- Baou : falaise (parfois abusivement orthographiée Bau) du nom de la colline à laquelle elle s'adosse. Racine préindoeuropéenne B-L, BaL-, « hauteur rocheuse »[21]
- Jas : bergerie.
- Baume : grotte en provençal (issu d'un mot préceltique signifiant caverne).
- Vallat : ruisseau.

## Histoire

### Premiers témoignages
Les plus anciennes traces d'occupation du site remontent à 500 ou 600 ans av. J.-C. Sur les hauteurs de la Couronne de Charlemagne, des vestiges d'un habitat fortifié, l'oppidum du Baou Redoun, montrent que les Ligures locaux vivaient de pêche, de chasse et d'agriculture. Des liens avec Massilia, ville fondée par les Phocéens, laissent supposer que Cassis a pu être une escale sur les routes maritimes grecques.

### Au temps des Romains
Sous l'Empire romain, Cassis fait partie de l'itinéraire maritime de l'empereur Antonin le Pieux. Le port comprenait alors l'actuelle place Baragnon. C'est déjà une petite bourgade, implantée principalement autour des plages de l'Arène et du Corton, vivant de la pêche, du corail et du commerce maritime avec l'Afrique du Nord et le Moyen-Orient, comme l'attestent plusieurs découvertes archéologiques.

### Du seigneur des Baux au roi René
Du Ve au Xe siècle, les invasions barbares conduisent la population à se réfugier sur les hauteurs à l'intérieur du castrum : une cité fortifiée qui deviendra en 1223 possession de la seigneurie des Baux de Provence.
Le 4 avril 1402, à Brantes, au pied du Ventoux, en présence de son épouse Alix des Baux, Odon de Villars fit donation à son neveu Philippe de Lévis des fiefs de Brantes, Plaisians et leurs dépendances, des seigneuries de Saint-Marcel, Roquefort, le Castellet, Cassis et Port-Miou, dépendantes de la baronnie d'Aubagne, ainsi que de La Fare-les-Oliviers et Éguilles. Son neveu, en contrepartie devait lui servir de caution vis-à-vis de Raymond de Turenne dans l'observation d'un accord passé entre le vicomte, lui et son épouse Alix. En cas de non-respect de la part d'Alix et d'Odon, ces derniers devraient payer  50 000 florins à Raymond de Turenne,.
Au XVe siècle, Cassis est rattaché au comté de Provence, puis le Roi René transmet la Cité aux évêques de Marseille qui exerceront leurs droits jusqu'à la Révolution de 1789. Les armoiries de la ville, où figure une crosse épiscopale, témoignent de cette époque.

### L'expansion de la cité

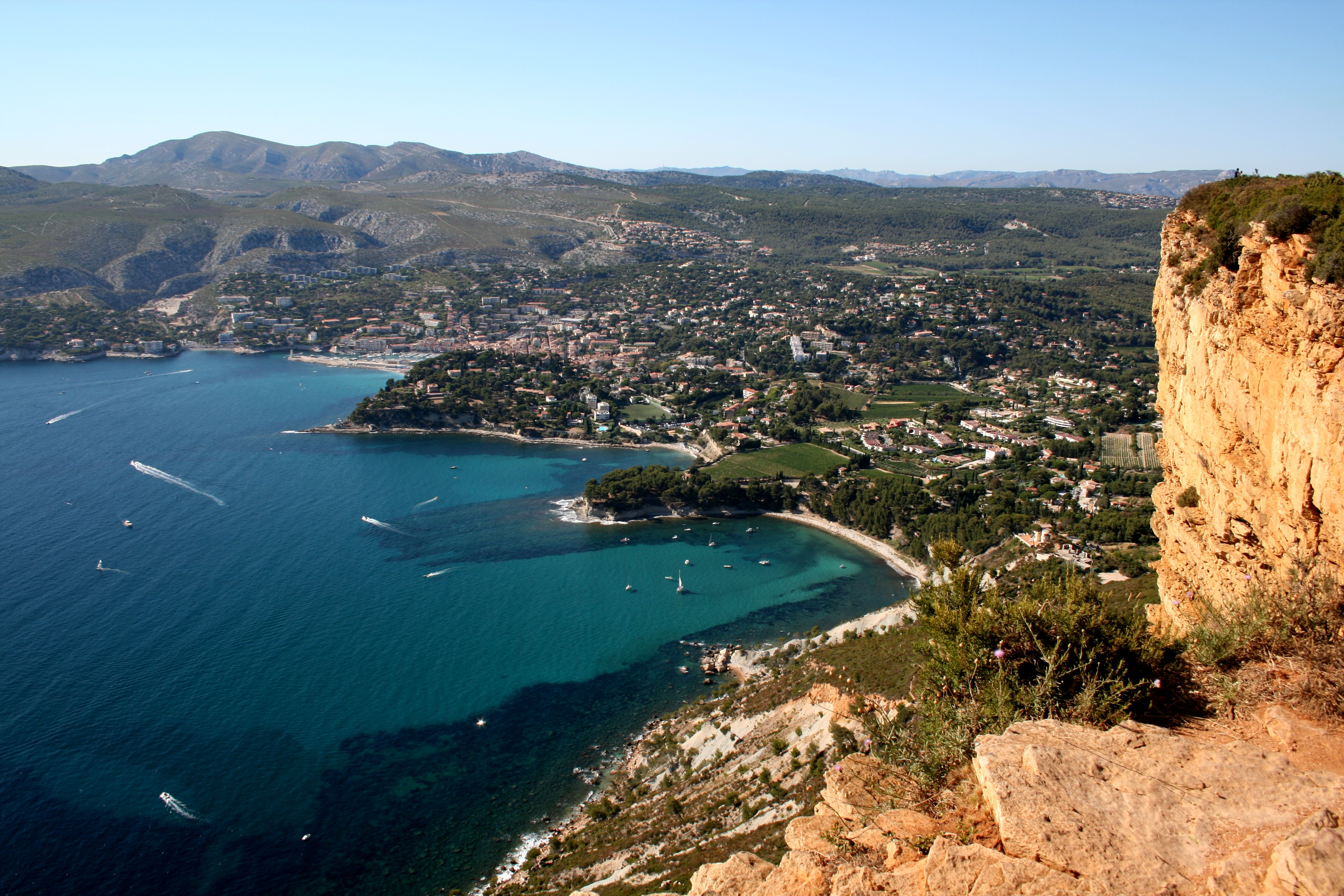
Le port de Cassis dominé par les falaises de calcaire rose.

Au XVIIIe siècle, Cassis sort de ses remparts et se développe autour du port. Après la Restauration, de nouvelles activités se développent : sécheries de morues, confection de scourtins servant à la fabrication de l'huile d'olive, travail du corail, extension de la vigne, exploitation des carrières (ciment, chaux, pierre).
La pierre de Cassis, exploitée dès l'Antiquité, contribue à la renommée de cette localité dans le monde. Les quais de grands ports de Méditerranée en sont bâtis (Alexandrie, Alger, Le Pirée, Marseille et Port-Saïd) ; mais ce matériau n'est pas présent, comme le prétend pourtant une légende persistante, dans le socle de la statue de la Liberté à New York, qui est en fait constitué de béton et de granit provenant du Connecticut.
Au XXe siècle, ces activités disparaissent, relayées par le tourisme et par une viticulture toujours plus florissante (« vins de Cassis » fut l'une des trois premières appellations à être protégées par appellation d'origine contrôlée en 1936).

## Politique et administration

### Tendances politiques et résultats
| Scrutin             | Scrutin             | 1er tour | 1er tour | 1er tour | 1er tour | 1er tour | 1er tour | 1er tour | 1er tour | 1er tour | 1er tour | 1er tour  | 1er tour | 2d tour | 2d tour | 2d tour | 2d tour | 2d tour | 2d tour |
| Scrutin             | Scrutin             | 1er      | 1er      | %        | 2e       | 2e       | %        | 3e       | 3e       | %        | 4e       | 4e        | %        | 1er     | 1er     | %       | 2e      | 2e      | %       |
| ------------------- | ------------------- | -------- | -------- | -------- | -------- | -------- | -------- | -------- | -------- | -------- | -------- | --------- | -------- | ------- | ------- | ------- | ------- | ------- | ------- |
| Présidentielle 2017 | Présidentielle 2017 |          | LR       | 43,91    |          | FN       | 18,49    |          | EM       | 18,44    |          | LFI       | 11,29    |         | EM      | 62,89   |         | FN      | 37,11   |
| Présidentielle 2022 | Présidentielle 2022 |          | LREM     | 33,67    |          | RN       | 22,14    |          | REC      | 14,64    |          | LFI       | 10,53    |         | LREM    | 57,53   |         | RN      | 42,47   |
| Législatives 2022   | 9e                  |          | Ren-Ens  | 33,40    |          | LR       | 22,26    |          | RN       | 18,61    |          | LFI-Nupes | 10,88    |         | RN      | 72,43   |         | LFI     | 27,57   |
| Législatives 2024   | 9e                  |          | RN       | 42,02    |          | Ren-Ens  | 30,51    |          | PS-NFP   | 12,38    |          | LR        | 10,50    |         | RN      | 63,54   |         | PS      | 36,46   |

### Liste des maires
| Période                                  | Période    | Identité                       | Étiquette    | Qualité |
| ---------------------------------------- | ---------- | ------------------------------ | ------------ | --- |
| Les données manquantes sont à compléter. |            |                                |              | |
| ca. 1888                                 |            | Auguste Favier                 |              | |
| mai 1904                                 | mai 1912   | Alexandre Gervais              |              | |
| Les données manquantes sont à compléter. |            |                                |              | |
| décembre 1919                            | mai 1925   | Maurice Jermini (1874-1942)    | SFIO         | Industriel, ancien adjoint au maire |
| mai 1925                                 | avril 1945 | Augustin Isnard (1877-1958)    | SFIO         | Ingénieur des Arts et métiers |
| avril 1945                               | mars 1971  | Emmanuel Agostini, (1890-1974) | SFIO         | Médecin |
| mars 1971                                | juin 1995  | Gilbert Rastoin                | UDR puis RPR | Magistrat à la Cour des comptes Conseiller régional de Provence-Alpes-Côte d'Azur Conseiller général de la Ciotat (1986 → 1992)                                                                                         |
| juin 1995                                | mars 2008  | Jean-Pierre Teisseire          | RPR puis UMP | Fonctionnaire européen |
| mars 2008                                | En cours   | Danielle Milon-Vivanti         | UMP puis LR  | Enseignante retraitée Conseillère départementale de La Ciotat (2015 → ) 1re vice-présidente du conseil départemental (2021 → ) 2e vice-présidente de la Métropole d'Aix-Marseille-Provence Réélue en 2009, 2014 et 2020 |

## Population et société

### Personnalités liées à la commune
- Jean-Jacques Barthélemy (1716-1795), natif de Cassis : ecclésiastique, archéologue, littérateur et numismate, auteur du Voyage du jeune Anacharsis et membre de l'Académie française.
- Henri Crémieux, acteur et scénariste français décédé le 10 mai 1980 à Aubagne. L'acte officiel fut cependant rédigé à Cassis où sa dépouille avait été transportée.
- Eric Gilli, l'inventeur du pansement étanche en immersion. Premier validé en immersion et utilisé par la Marine nationale, appelé Secuderm[35].Il a aussi inventé le pansement étanche - protection dédiée à l’oreille[36].
- Rudy Ricciotti, architecte, cassidain depuis 2010[37].

### Héraldique
| Armes de Cassis | Les armes peuvent se blasonner ainsi : D'azur à la crosse d'or accompagnée de deux poissons affrontés d'argent posés en pal. |

## Jumelages
- Portofino (Italie)

### Démographie
L'évolution du nombre d'habitants est connue à travers les recensements de la population effectués dans la commune depuis 1793. Pour les communes de moins de 10 000 habitants, une enquête de recensement portant sur toute la population est réalisée tous les cinq ans, les populations de référence des années intermédiaires étant quant à elles estimées par interpolation ou extrapolation. Pour la commune, le premier recensement exhaustif entrant dans le cadre du nouveau dispositif a été réalisé en 2005.

En 2022, la commune comptait 6 706 habitants, en évolution de −6,37 % par rapport à 2016 (Bouches-du-Rhône : +2,48 %, France hors Mayotte : +2,11 %).
| 1793  | 1800  | 1806  | 1821  | 1831  | 1836  | 1841  | 1846  | 1851  |
| ----- | ----- | ----- | ----- | ----- | ----- | ----- | ----- | ----- |
| 2 300 | 1 878 | 2 065 | 1 846 | 2 050 | 2 065 | 2 093 | 2 069 | 2 080 |

| 1856  | 1861  | 1866  | 1872  | 1876  | 1881  | 1886  | 1891  | 1896  |
| ----- | ----- | ----- | ----- | ----- | ----- | ----- | ----- | ----- |
| 2 187 | 2 038 | 1 975 | 1 806 | 1 809 | 1 907 | 1 879 | 1 974 | 1 956 |

| 1901  | 1906  | 1911  | 1921  | 1926  | 1931  | 1936  | 1946  | 1954  |
| ----- | ----- | ----- | ----- | ----- | ----- | ----- | ----- | ----- |
| 1 972 | 1 980 | 1 990 | 2 193 | 2 354 | 2 434 | 2 528 | 2 769 | 3 152 |

| 1962  | 1968  | 1975  | 1982  | 1990  | 1999  | 2005  | 2006  | 2010  |
| ----- | ----- | ----- | ----- | ----- | ----- | ----- | ----- | ----- |
| 3 611 | 4 852 | 5 831 | 6 304 | 7 967 | 8 001 | 7 766 | 7 788 | 7 722 |

| 2015  | 2020  | 2022  | - | - | - | - | - | - |
| ----- | ----- | ----- | - | - | - | - | - | - |
| 7 221 | 6 782 | 6 706 | - | - | - | - | - | - |

#### Cassis et les peintres

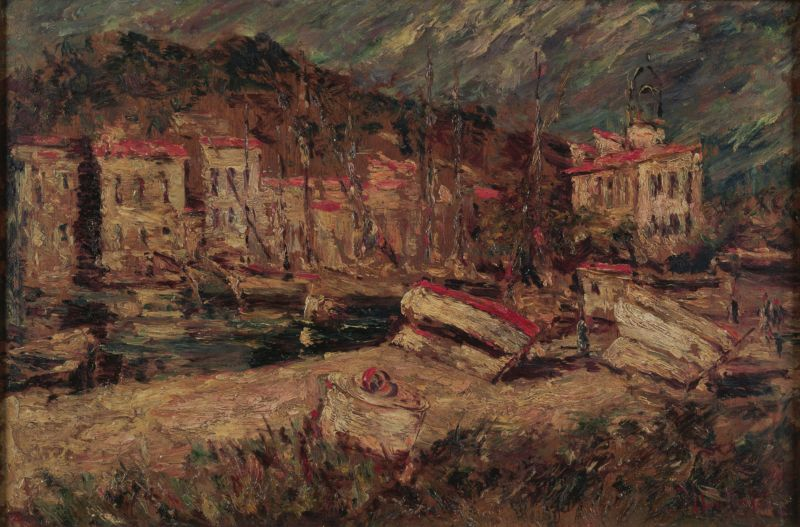
Le port de Cassis, par Adolphe Monticelli (1884)
National Museum of Western Art de Tokyo.

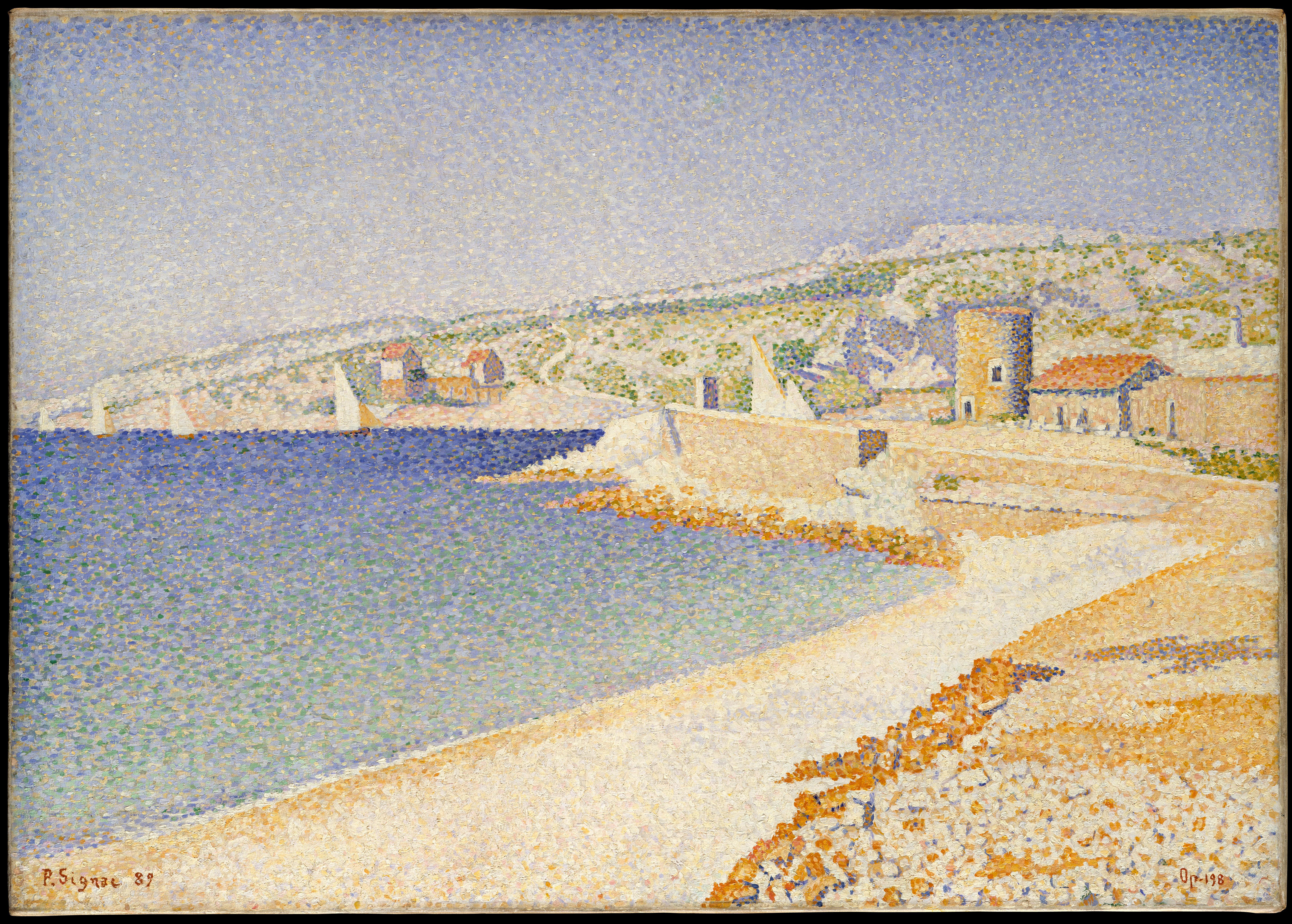
La baie de Cassis par Paul Signac.

- Emile Othon Friesz, natif du Havre (1879-1949)
- Paul Guigou, natif de Villars dans le Vaucluse (1834-1871)
- Chauvier de Léon (1835-1907)
- Adolphe Monticelli, natif de Marseille (1824-1886)
- Jean-Baptiste Olive natif de Marseille (1848-1936)
- Félix Ziem, peintre natif de Beaune (1821-1911)
- Joseph Ravaisou, natif de Bandol (1865-1925)
- René Seyssaud, natif de Marseille (1867-1952)
- Francis Picabia (1879-1953)
- Louis-Mathieu Verdilhan, natif de Saint-Gilles dans le Gard (1875-1928)
- Charles Camoin, natif de Marseille (1879-1965)
- Auguste Pégurier, natif de Saint-Tropez (1856-1936)
- Georges Braque, natif d’Argenteuil (1882-1963)
- André Derain, natif de Chatou (1880-1954)
- Paul Signac, natif de Paris (1863-1935)
- Pierre Ambrogiani, natif d’Ajaccio (1906-1985)
- Maurice Vlaminck, natif de Paris (1876-1958)
- Moïse Kisling, natif de Cracovie (1891-1953)
- Raoul Dufy natif du Havre (1877-1953).

## Économie

### Viticole

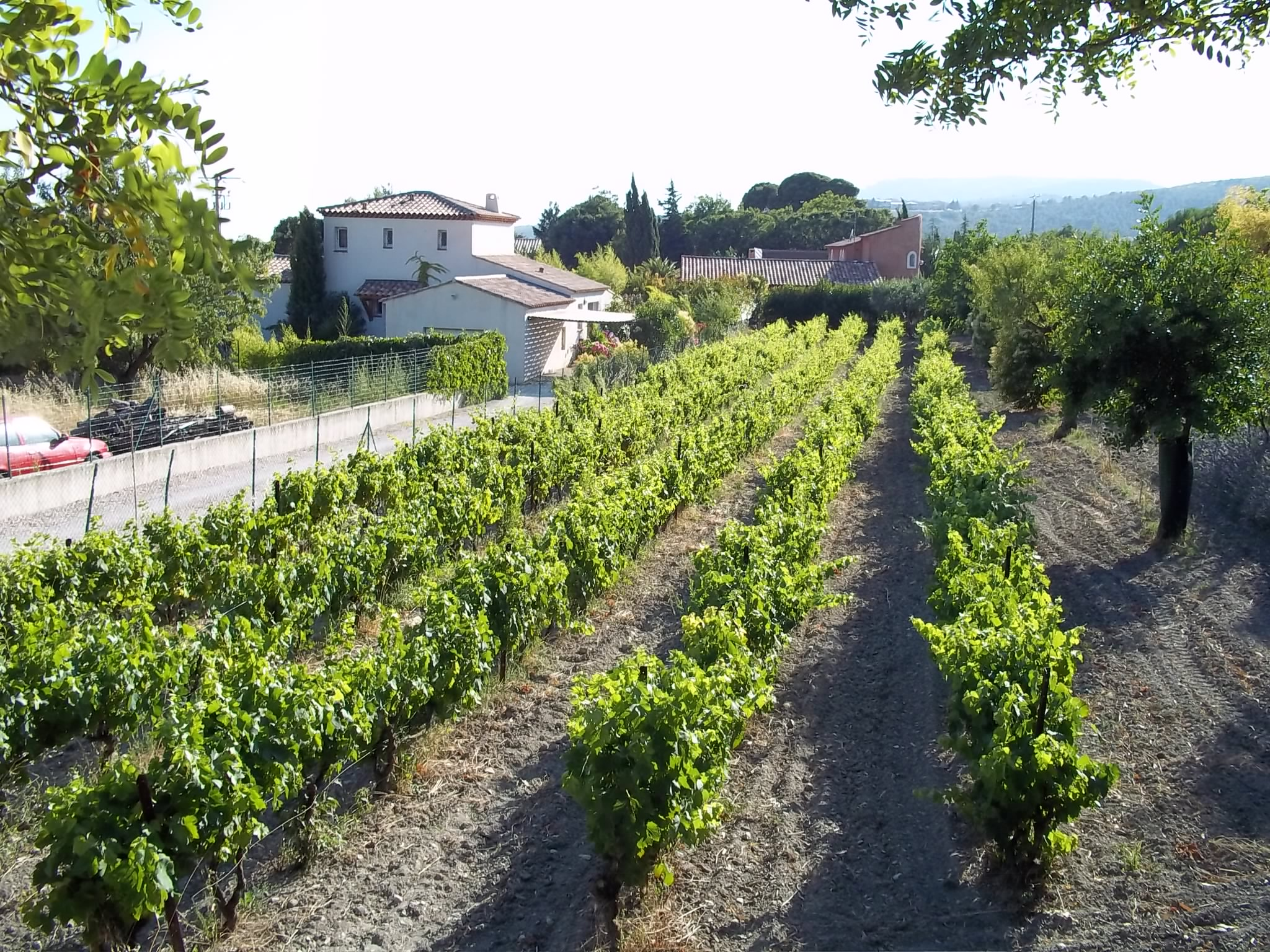
Vignoble de Cassis.

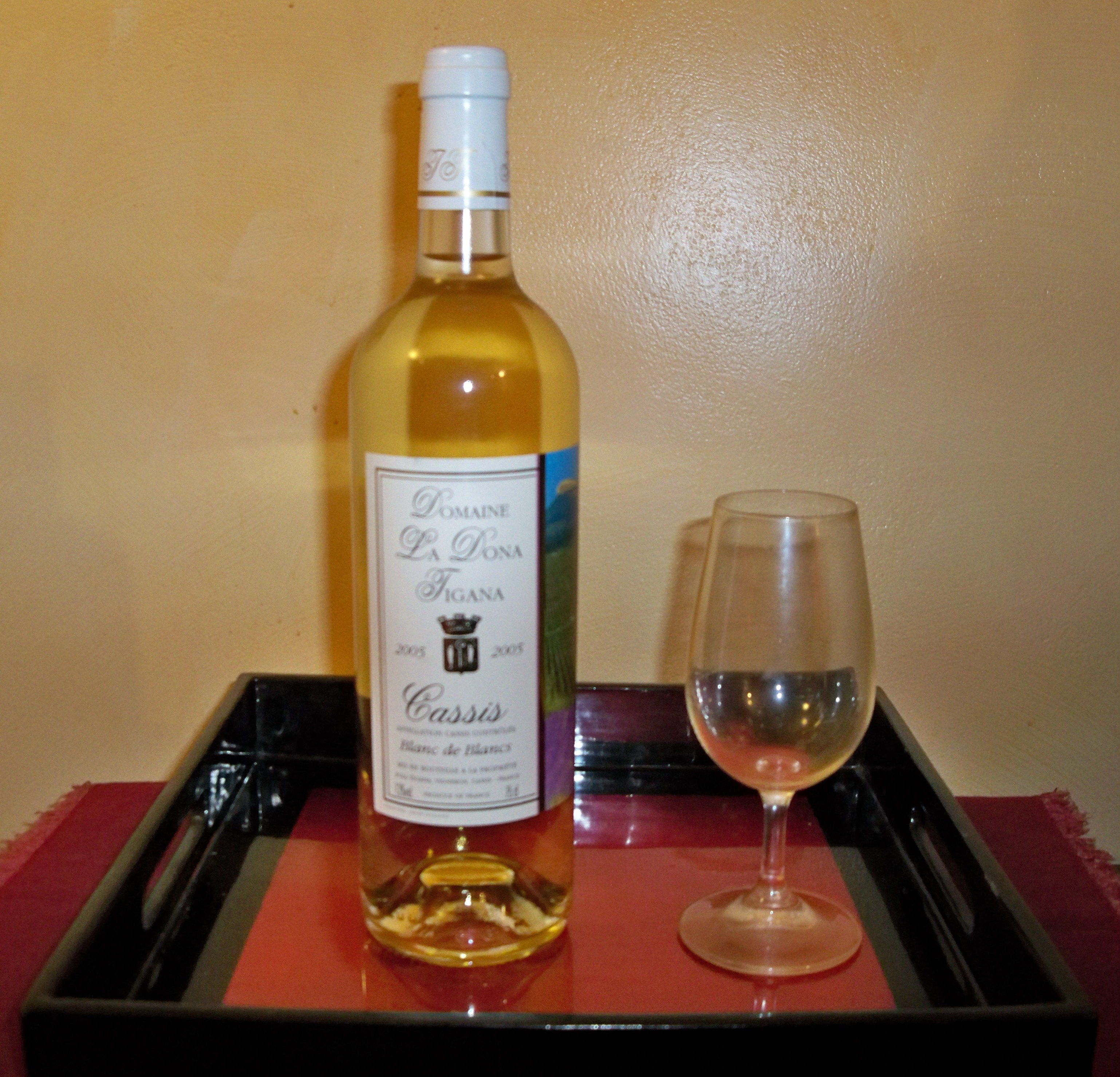
AOC cassis blanc Domaine La Dona Tigana.

Le cassis est un vin d'appellation d'origine contrôlée (AOC), produit sur la commune. C'est la première AOC reconnue en Provence, en 1936, et l’un des plus anciens lieux de viticulture en France. La vigne existait déjà sur l’emplacement de Marseille et ses environs avant même le débarquement (vers 600 avant notre ère) des marins grecs (les Phocéens).
Les premières mentions du vignoble de Cassis datent du XIIe siècle. Le vignoble adopte le cépage « muscatel » et prend un nouvel essor vers 1520 avec la famille florentine des Albizzi. Au XVIe siècle, 200 hectares produisent 4 000 hectolitres de vins rouges et blancs. Un quart est alors composé du fameux muscat élaboré en vin liquoreux.
Anéanti par le phylloxéra, le vignoble est réhabilité dès 1892 mais sans muscatel, incompatible avec les porte-greffes utilisés. Il est reconstitué sur l'initiative de Joseph Savon, négociant marseillais, suivi en cela, de son mas de Calendal, par le poète Émile Bodin. Les vins de Cassis produits sur le seul territoire de la commune sont les premiers vins français à obtenir l'AOC, le 15 mai 1936, en la prestigieuse compagnie du châteauneuf-du-pape et du sauternes. Cette appellation produit en 2007 un million de bouteilles par an sur un terroir d'un peu moins de 200 hectares. Les blancs sont les « produits phares » de cette AOC.

## Culture locale et patrimoine

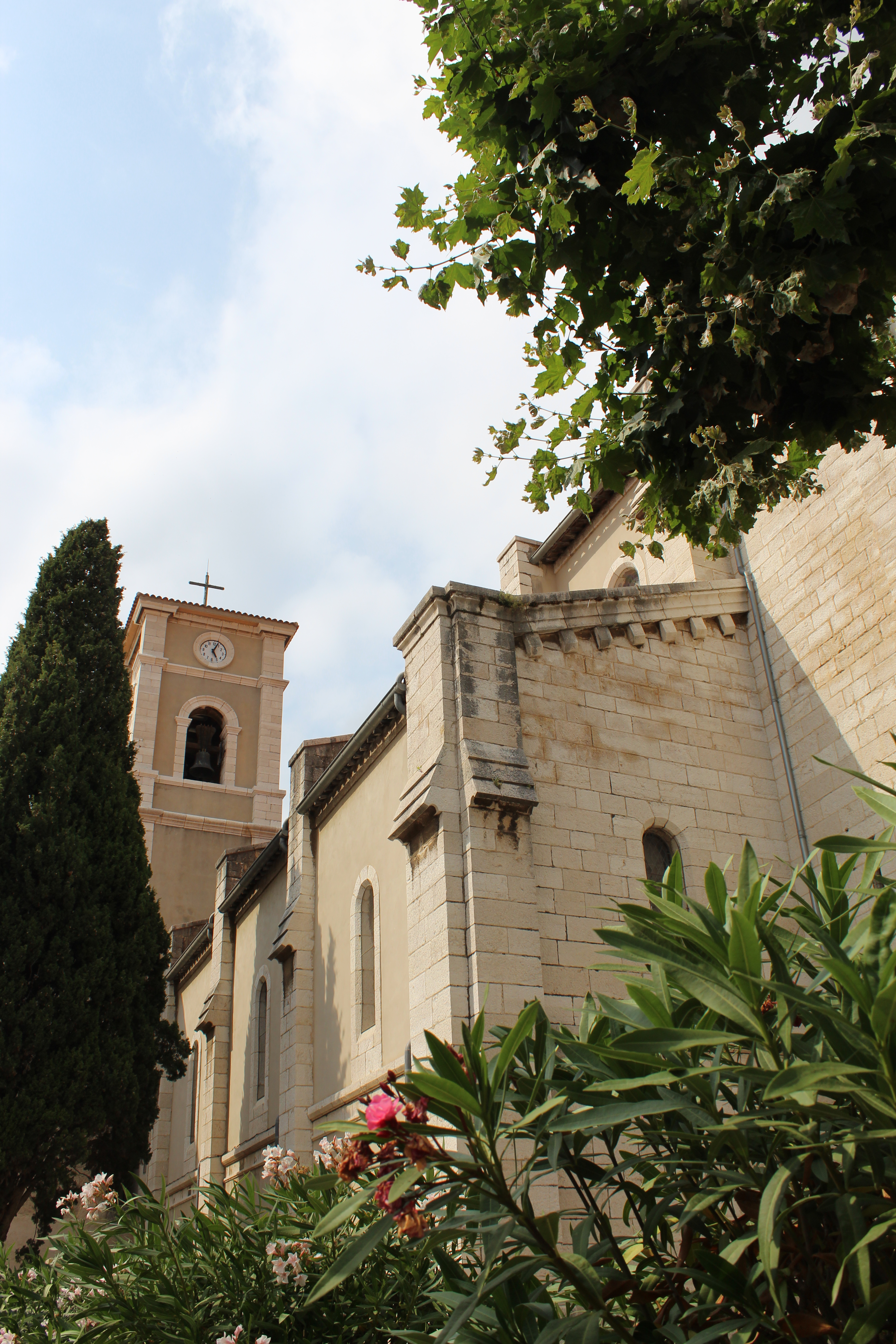
L'église Saint-Michel.

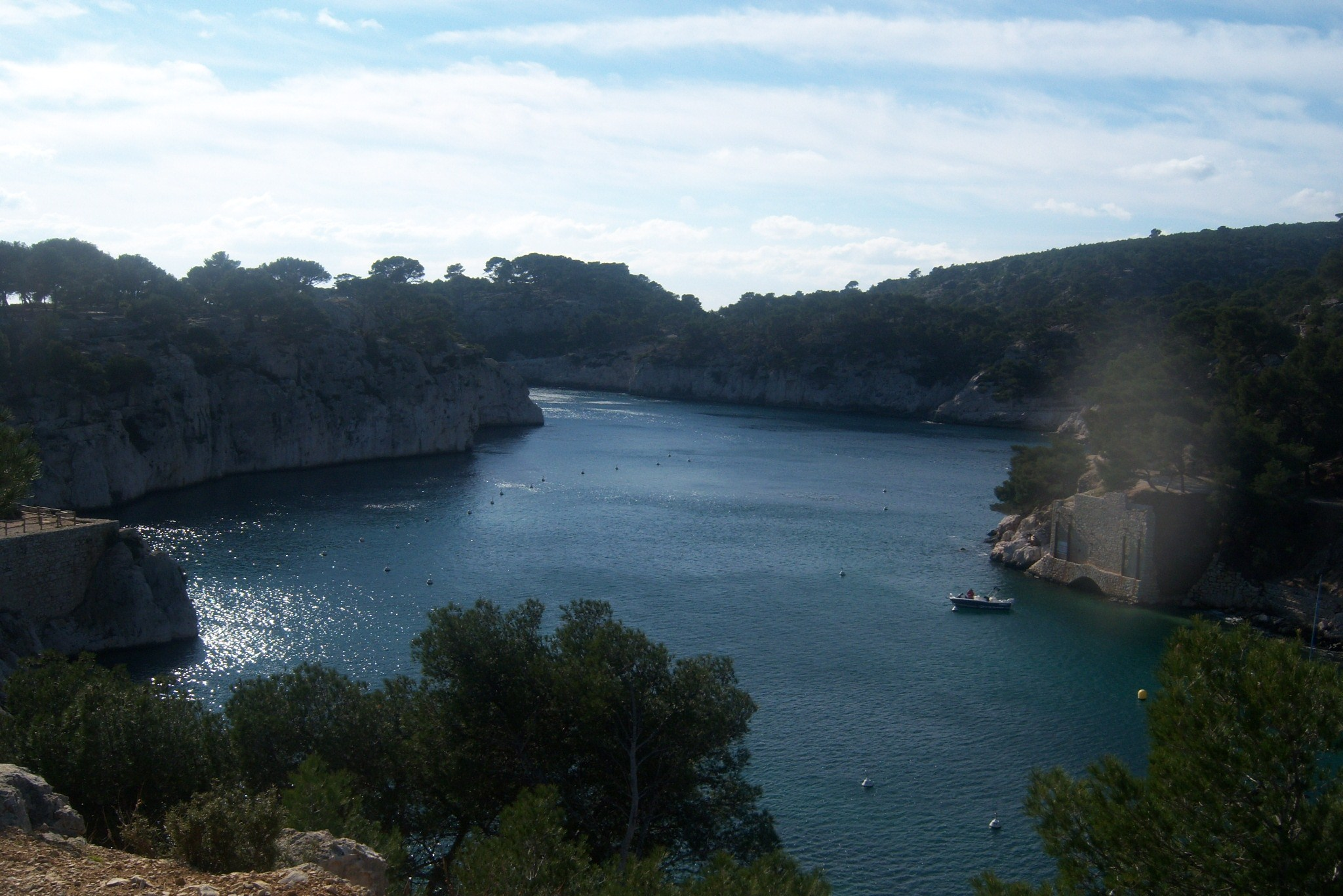
Entrée de la calanque de Port-Miou.

### Monuments et lieux touristiques
- L'église Saint-Michel.
- La chapelle Notre-Dame-du-Bon-Voyage.
- Le port de Cassis.
- Le château de Cassis.
- Le phare de Cassidaigne.

### Patrimoine culturel
- Le Musée d'art et traditions populaires (Musée Municipal Méditerranéen), archéologie, beaux arts, ethnographie, expositions, documentation et conférences.
- La mairie de Cassis, hôtel particulier du début du XVIIe siècle.
- La ville de Cassis comporte également un certain nombre de sites culturels[43].

### Tableaux
Le peintre Henri Rivière a peint de nombreux tableaux représentant Cassis en 1923-1924 :

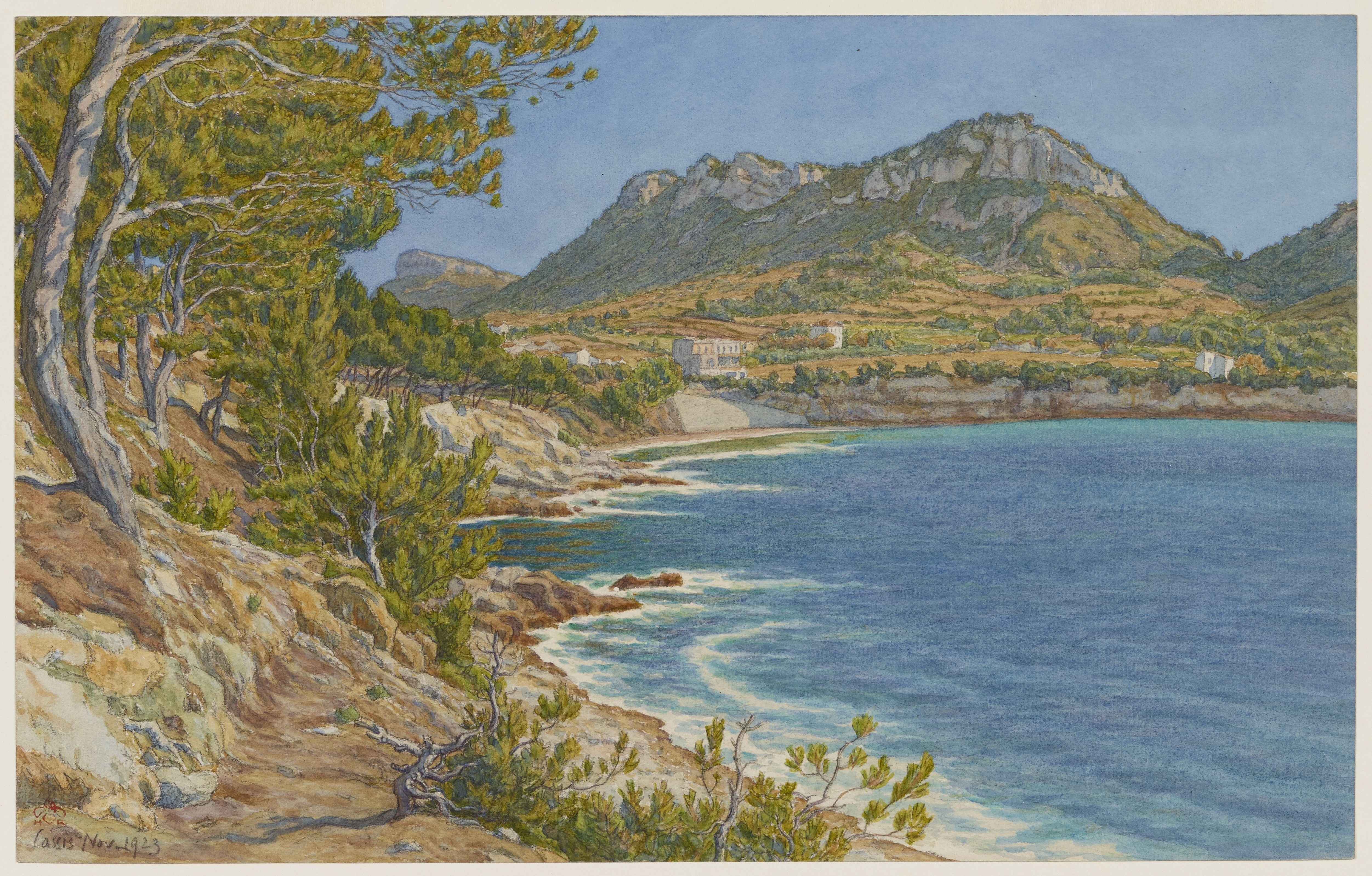
L'anse de l'Arène, Cassis (dessin, 1923).
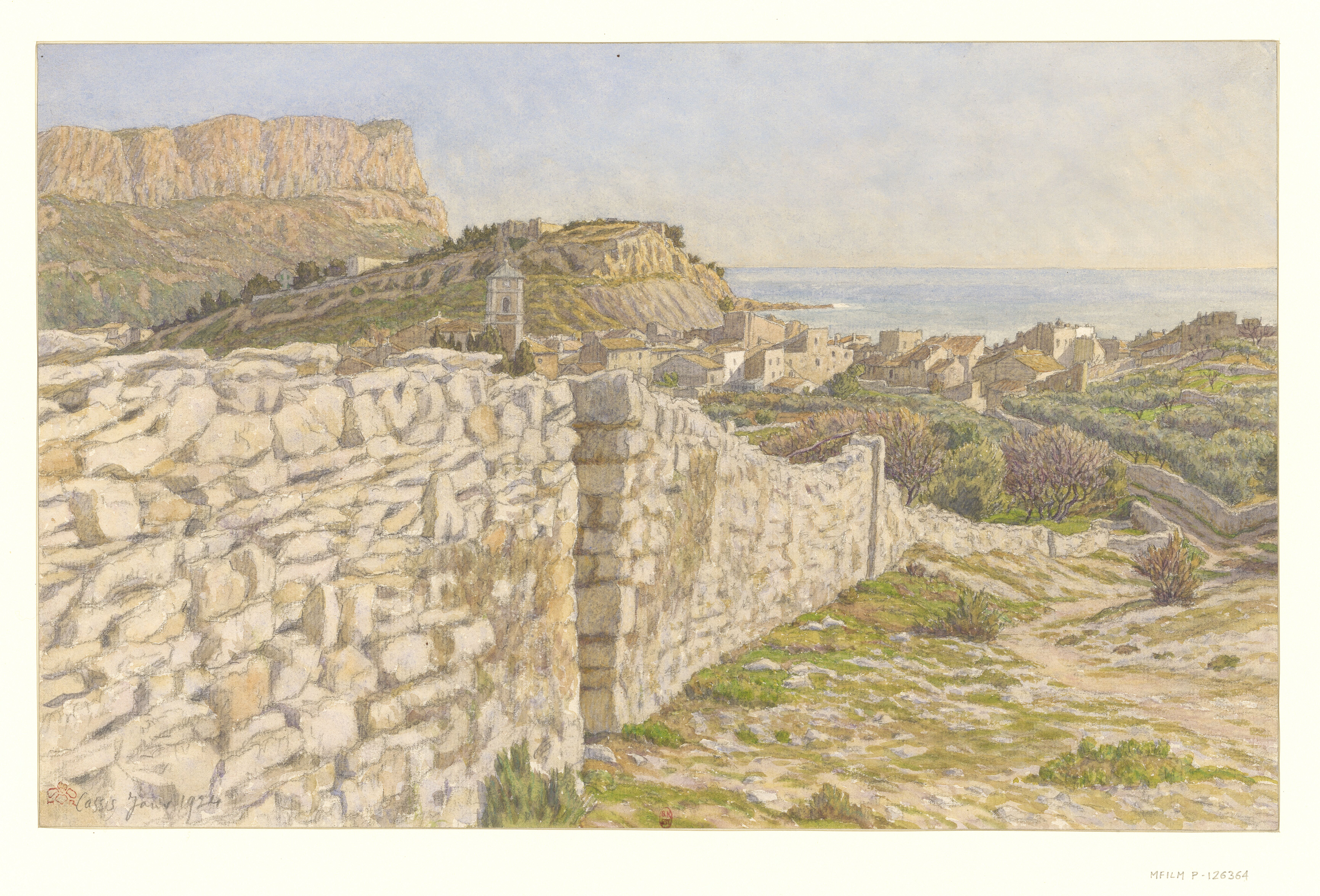
Cassis (dessin, 1924).
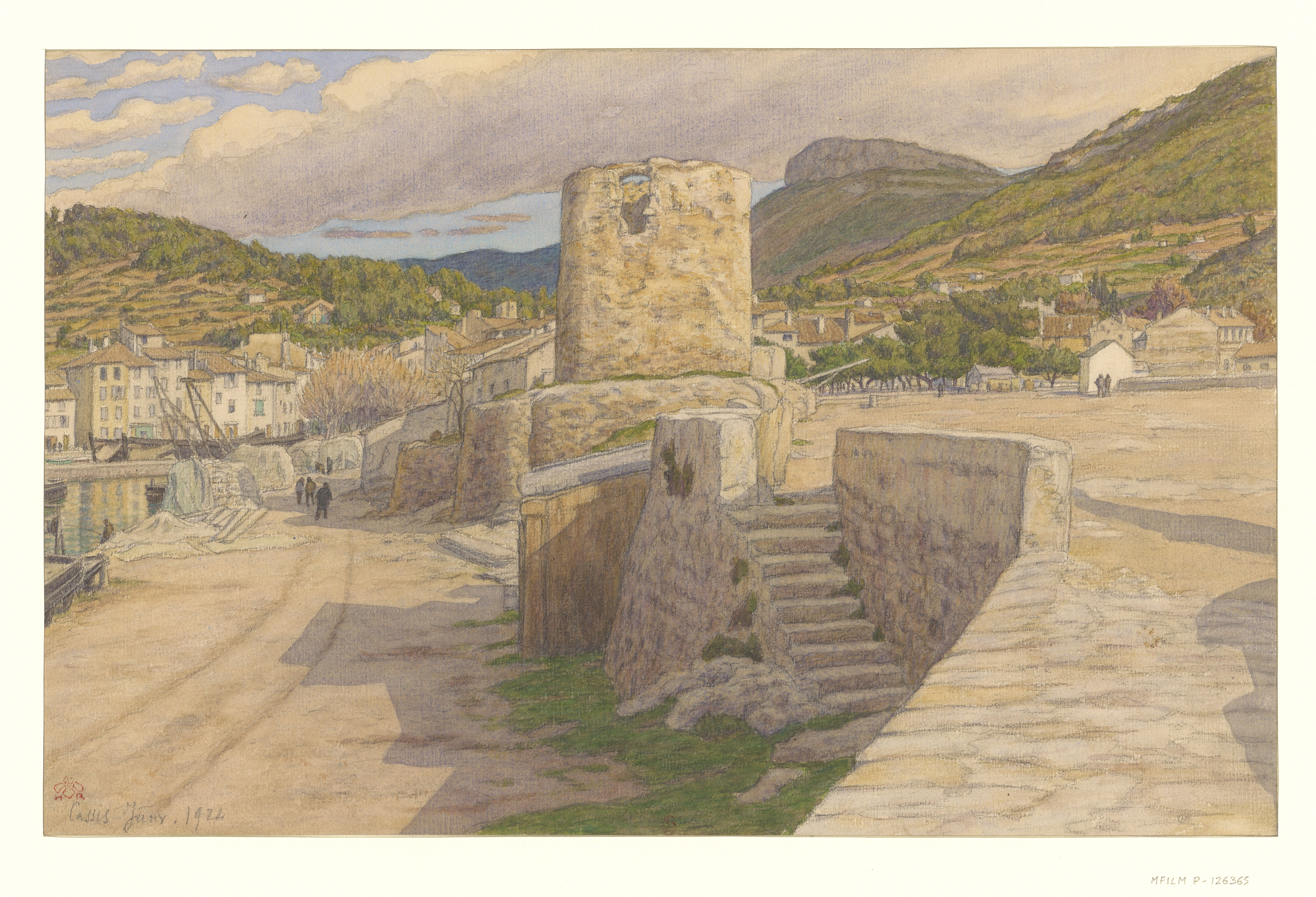
Cassis (dessin, 1924).
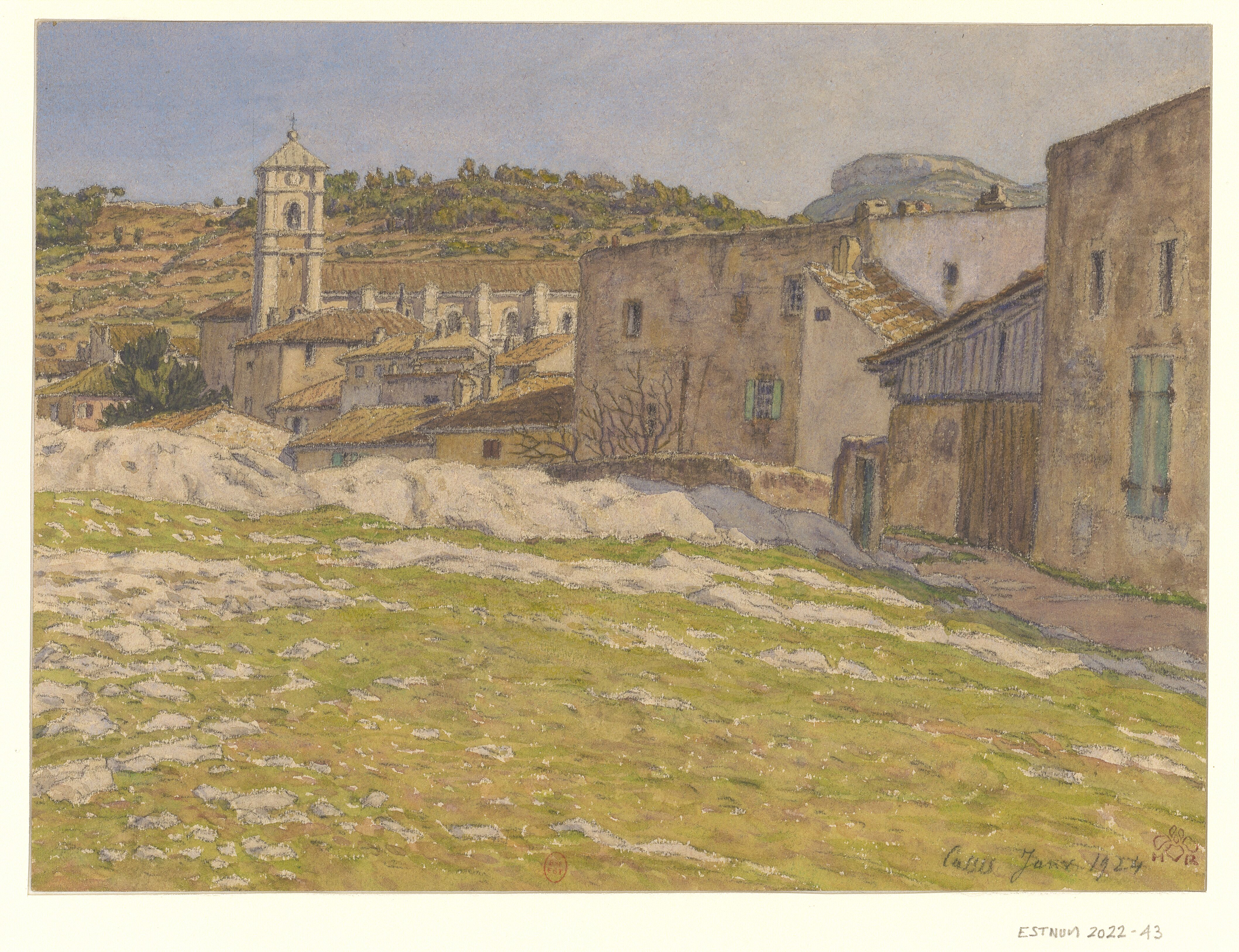
Cassis (dessin, 1924).
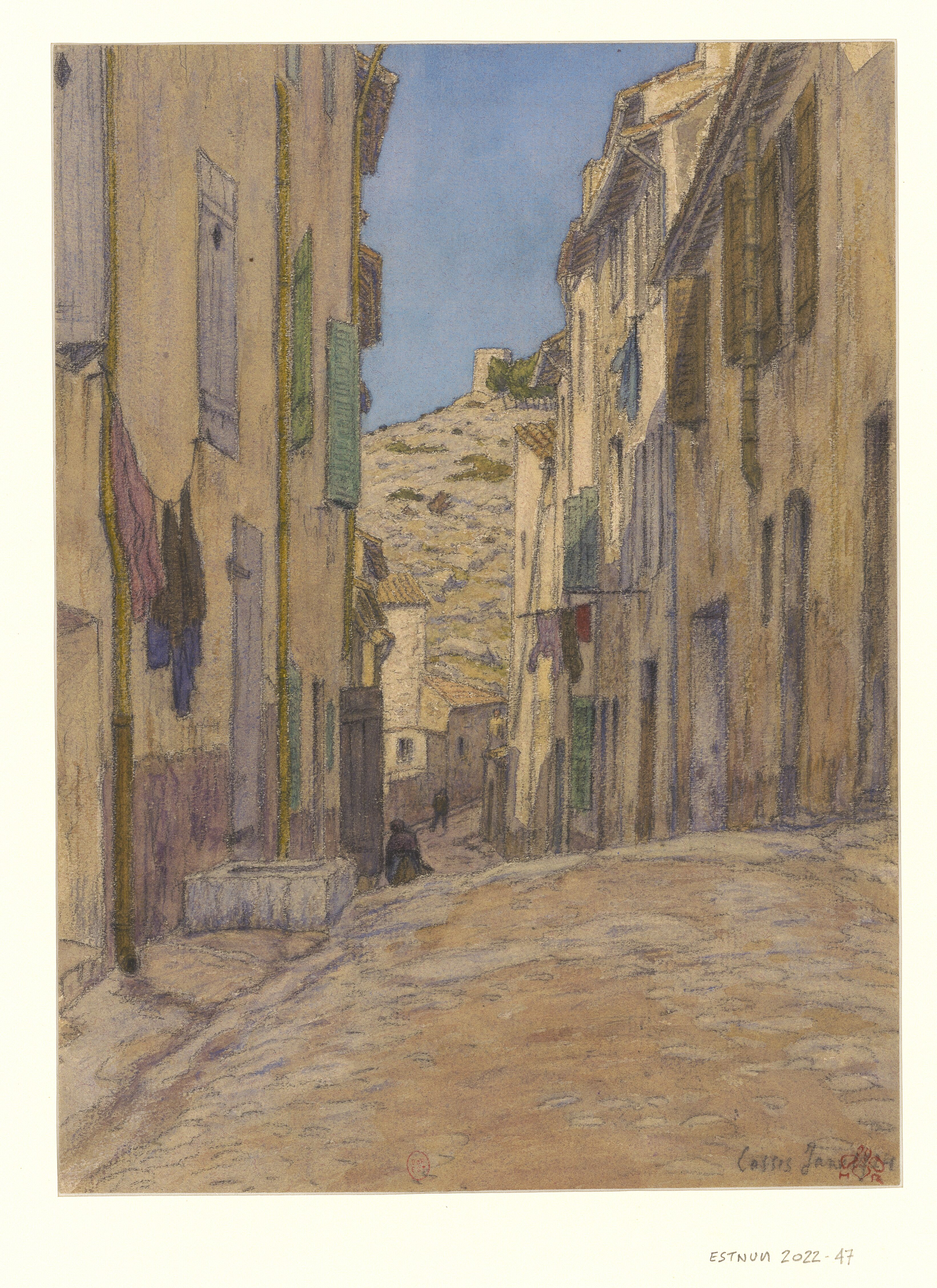
Cassis (dessin, 1924).
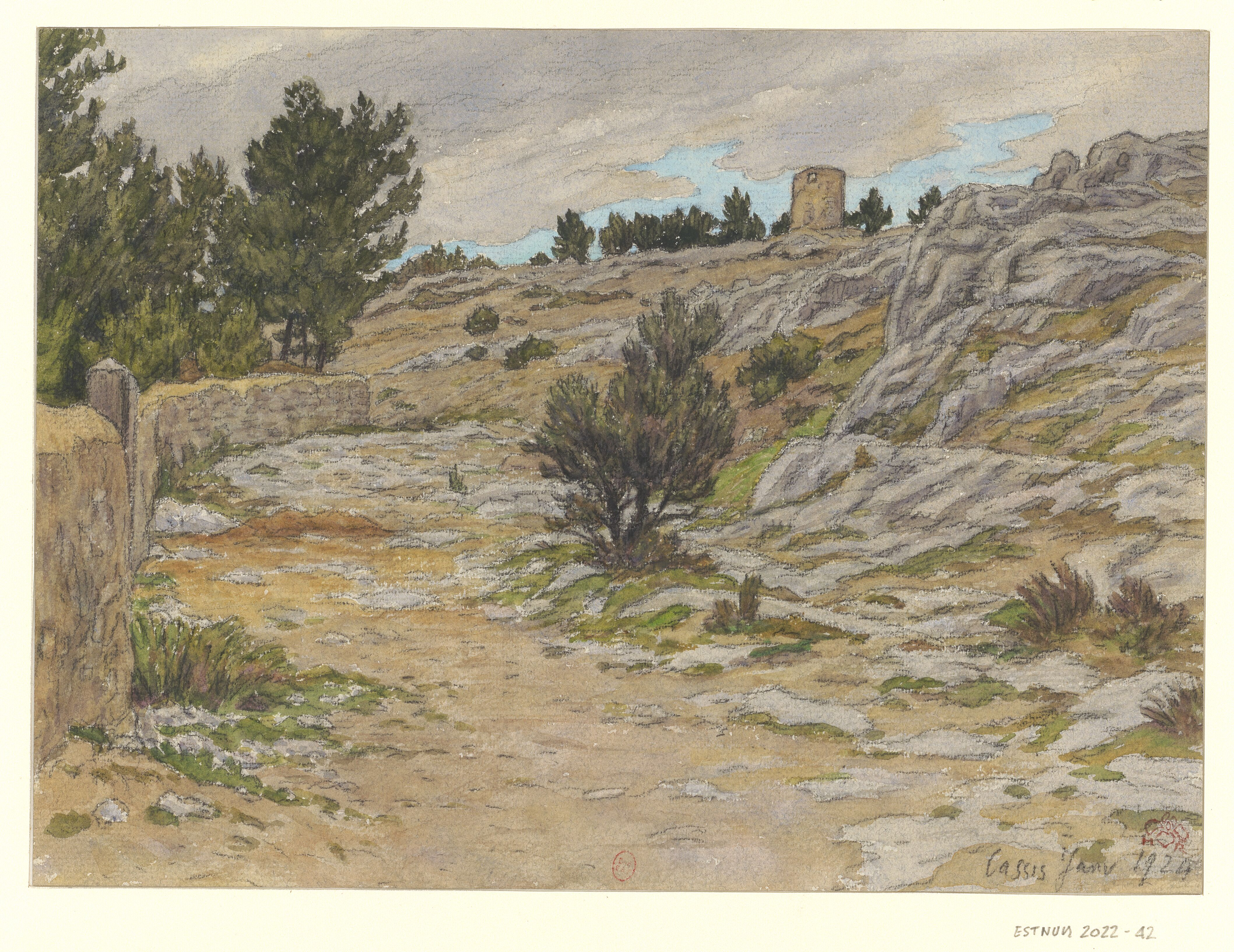
Cassis (dessin, 1924).

### Patrimoine naturel
- Le parc national des Calanques avec :
  - la calanque de Port-Miou ;
  - le cap Canaille.

À proximité immédiate :
- Les calanques de Marseille.

### Manifestations culturelles et festivités
Les fêtes de Noël. En Provence, les fêtes de Noël ont un éclat particulier, particulièrement à Cassis où les traditions sont bien préservées. Ainsi :
- la célébration de la Sainte-Barbe, où l'on plante le blé qui décorera la table de Noël[44], dure quatre jours sur la place Baragnon, dans le village historique. Un marché regroupe des artisans et agriculteurs-producteurs de la région ;
- le concert de Noël où sont interprétés les chants traditionnels ;
- des crèches qui s'exposent dans les lieux publics ;
- la messe de minuit, point d'orgue spirituel de cette période festive ;
- la « Pastorale Maurel », interprétée chaque année à Cassis depuis les années 1930. Cette pièce jouée et chantée en provençal raconte la « marche de l'étoile », le départ des provençaux vers Bethléem, après que l'ange Boufareu leur a annoncé « la bonne nouvelle » de la nativité.

L'exposition Place aux Peintres organisée par l'association L'Art et la Manière sur la place Baragnon, un dimanche par mois d'avril à septembre.

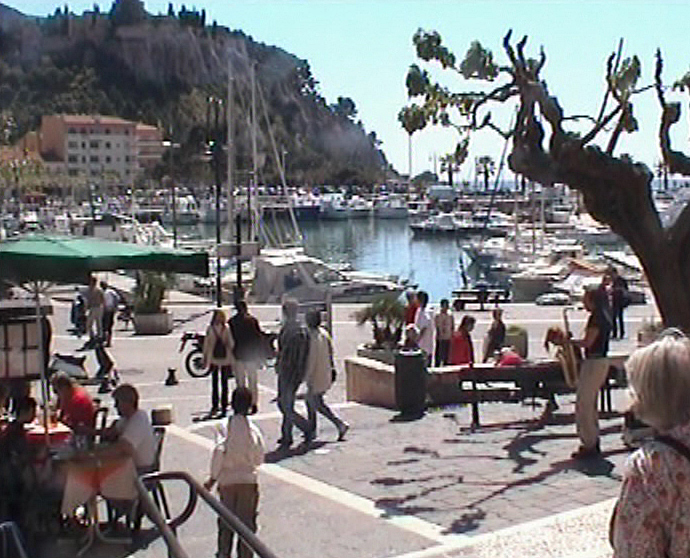
Le port de pêche de Cassis.

Les voiles de Cassis. Des voiliers traditionnels participent au mois de mai à ces régates cassidaines.
La fête des pêcheurs et de la mer. Cassis se souvient qu'il a été un village de pêcheurs et y consacre deux journées qui débutent le dimanche matin du dernier week-end de juin, par la bénédiction de Saint-Pierre en l'église Saint Michel et se poursuivent par la parade et la bénédiction des bateaux en mer, et par un défilé des Prud'Hommes. Pendant ce week-end, des animations liées à la mer se succèdent.
La fête du vin de Cassis et des vendanges (début septembre). Cette fête qui se déroule chaque année en septembre, honore le vignoble cassidain à travers : 
- une messe en provençal en l'église Saint-Michel ;
- la danse de la souche sur le parvis de l'église avec les groupes folkloriques locaux ;
- le départ de la Grande Cavalcade de la Saint-Éloi, avec bénédiction des attelages ;
- le défilé des attelages et des groupes folkloriques de la région ;
- la dégustation et vente des vins de Cassis (AOC), organisée par les vignerons cassidains.

### Personnalités liées à la commune
- Auguste Théodore Vidal (1803-1856), chirurgien. Il est l'auteur d'un essai pionnier sur les maladies vénériennes.
- Lina (2005-?) élue plus belle femme de la ville de cassis en 2023

## Institutions
C'est en partie sur la commune de Cassis que se situe le camp de Carpiagne. Ce camp militaire de 1 500 hectares, au cœur du parc national des Calanques, est la base des légionnaires cavaliers du 1er Régiment étranger de cavalerie, la plus grande formation combattante des Bouches du Rhône.

## Galerie

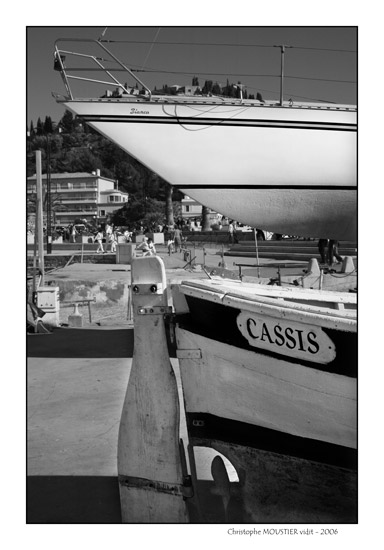
Port de Cassis.
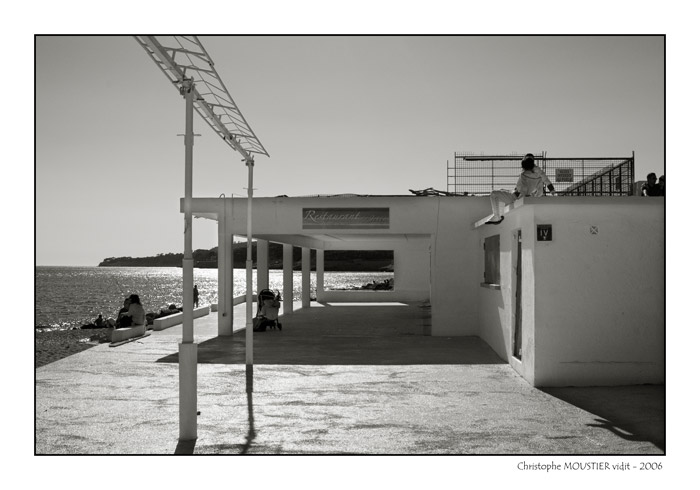
Restaurant sur la plage de Cassis.
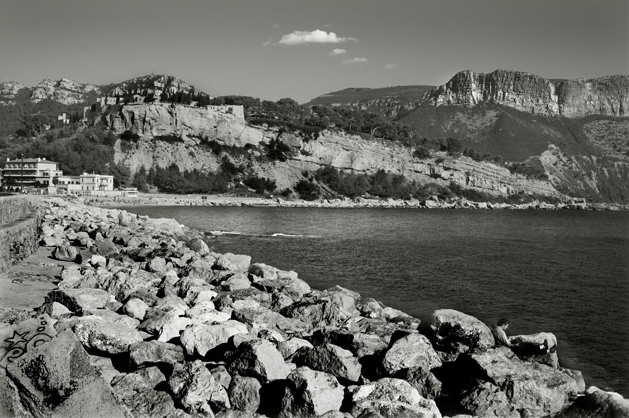
Plage de Cassis.
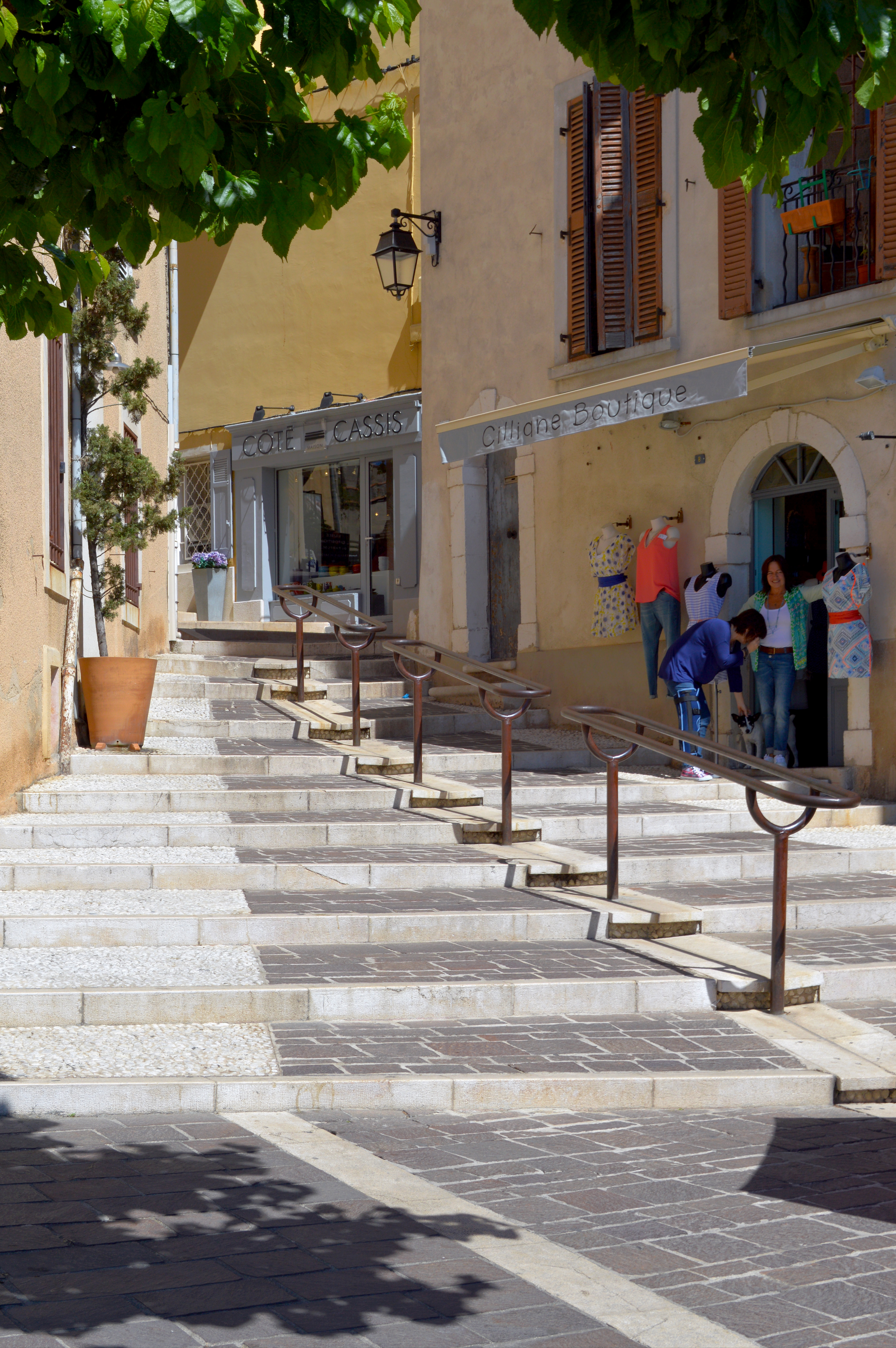
Place Mirabeau, Cassis.
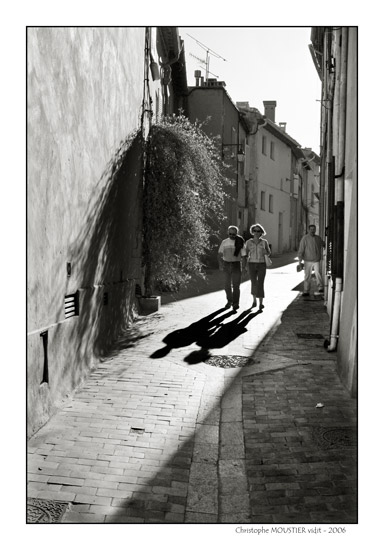
Rue de Cassis.
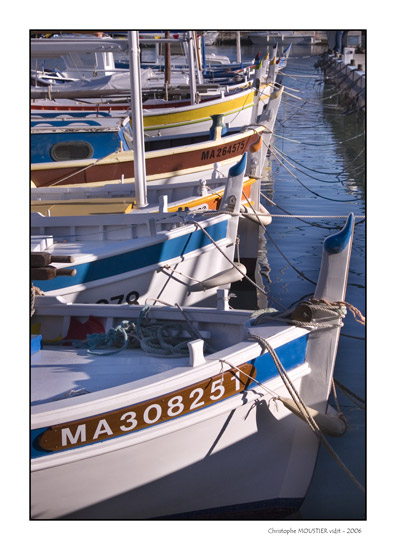
Port de Cassis.
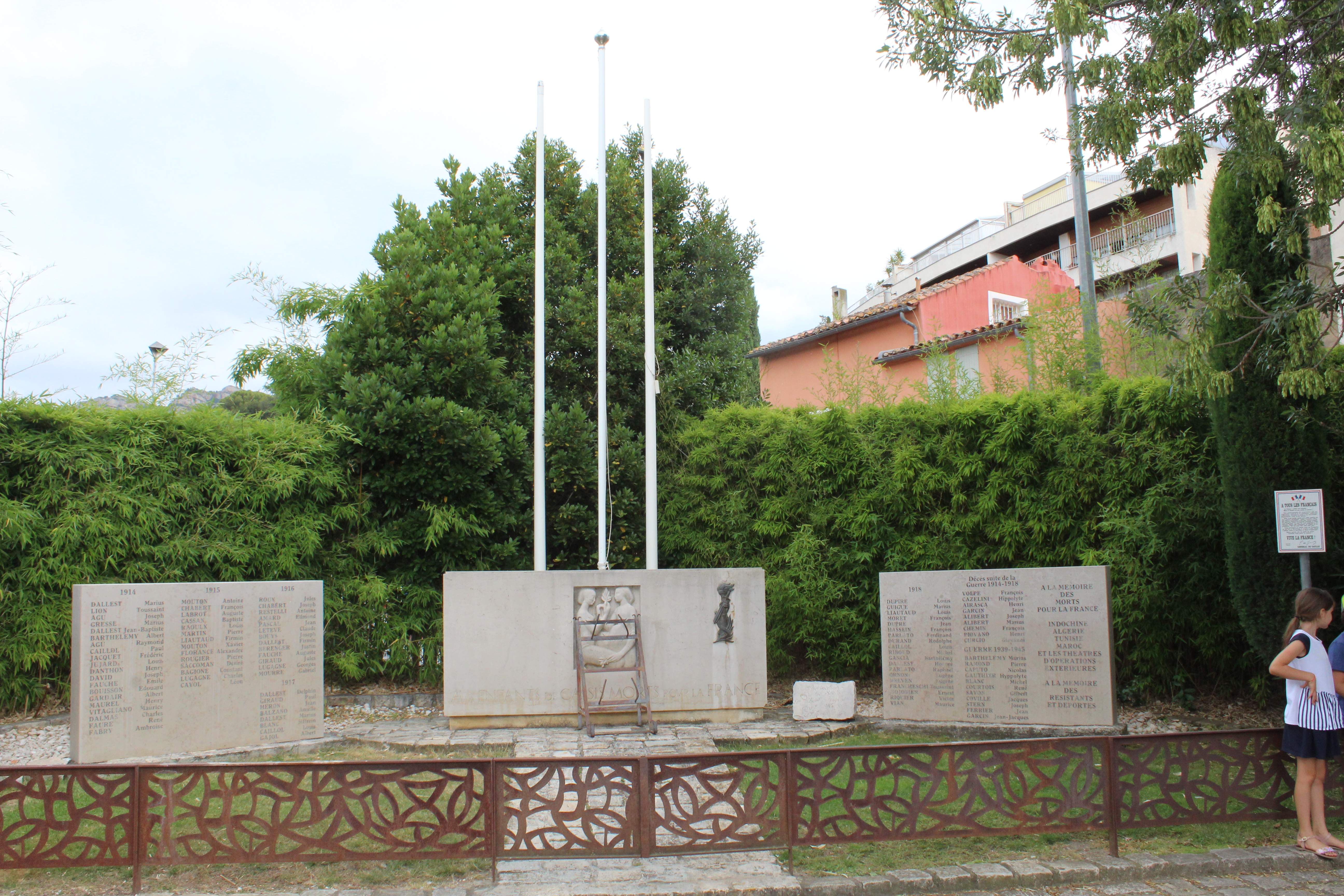
Le monument aux Morts.
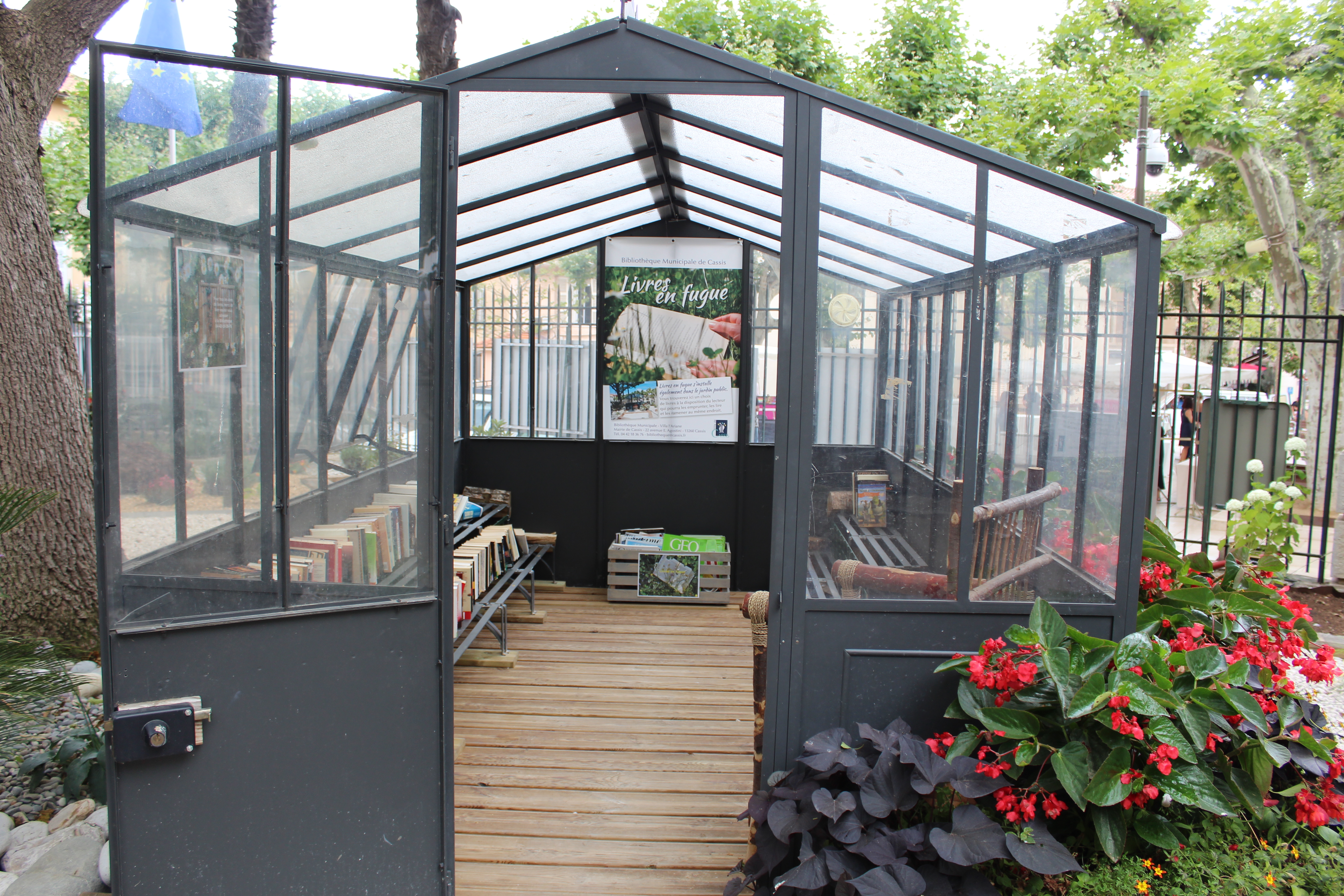
La boîte à lire du parc Gilbert Savon.
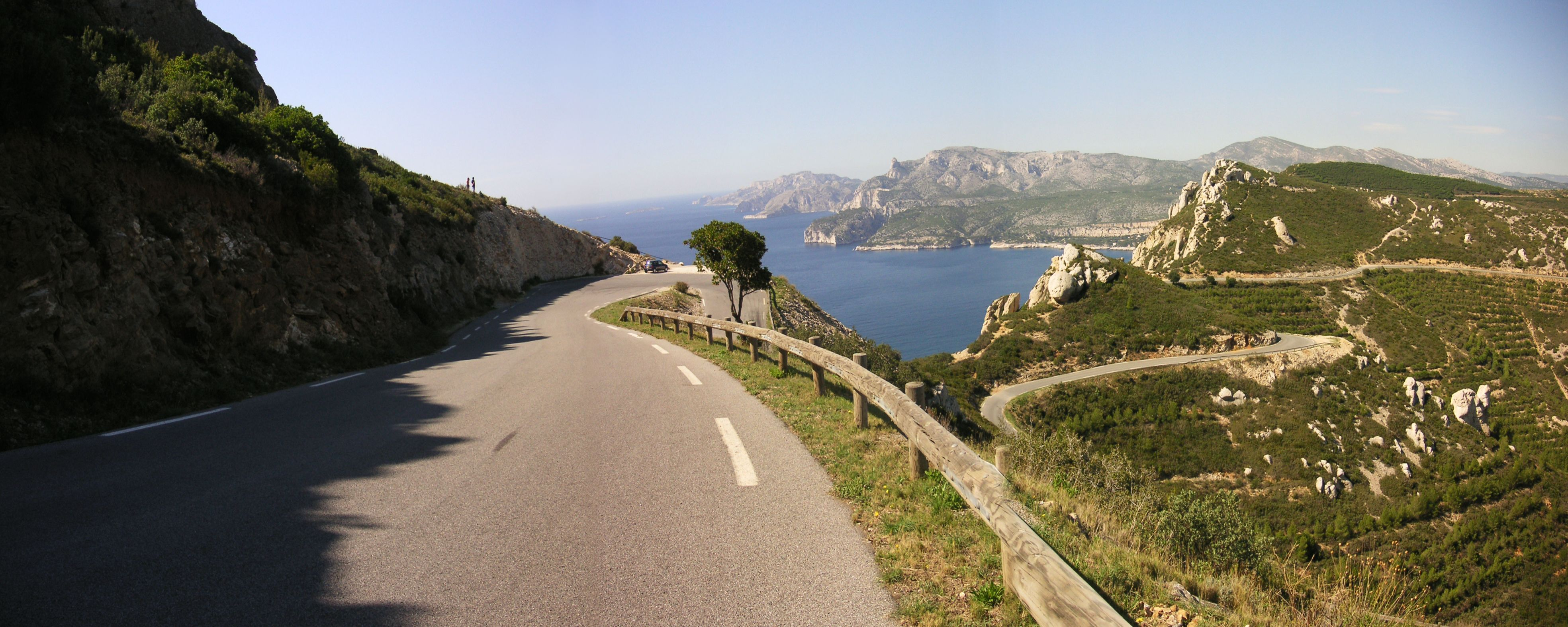
Situation de Cassis au début des calanques.
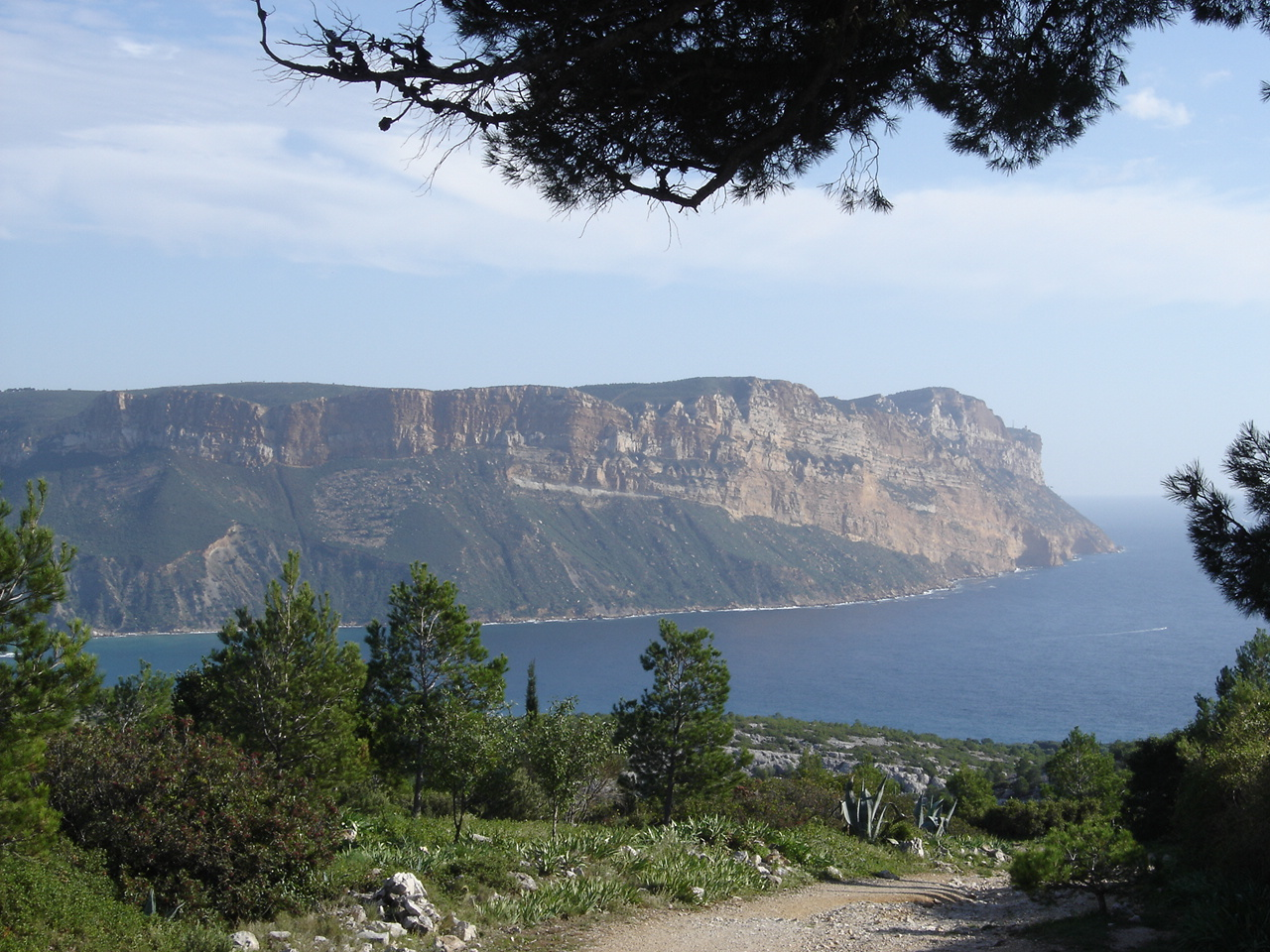
Cap Canaille, Cassis.
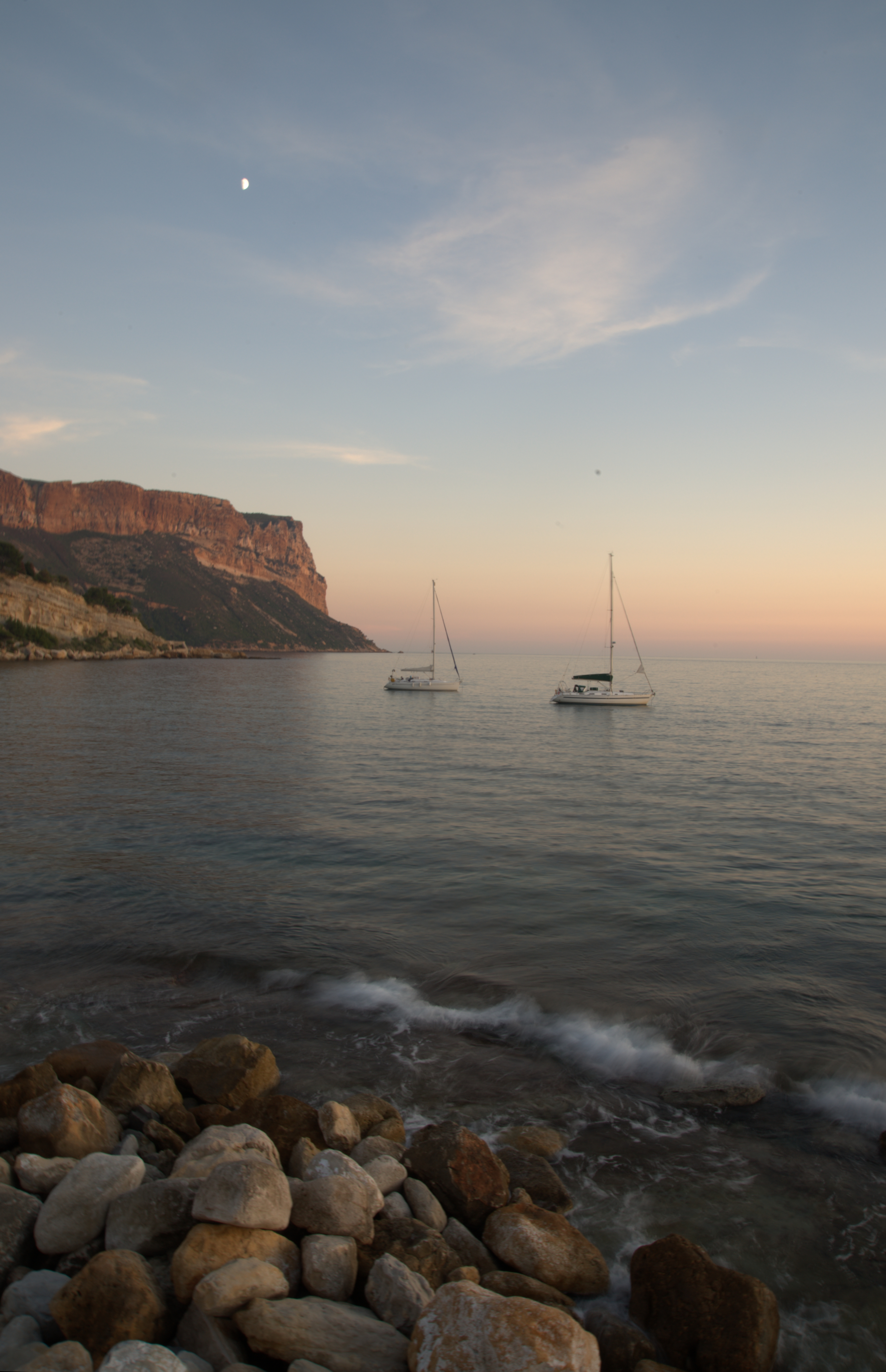
Cap Canaille vu du port de Cassis.
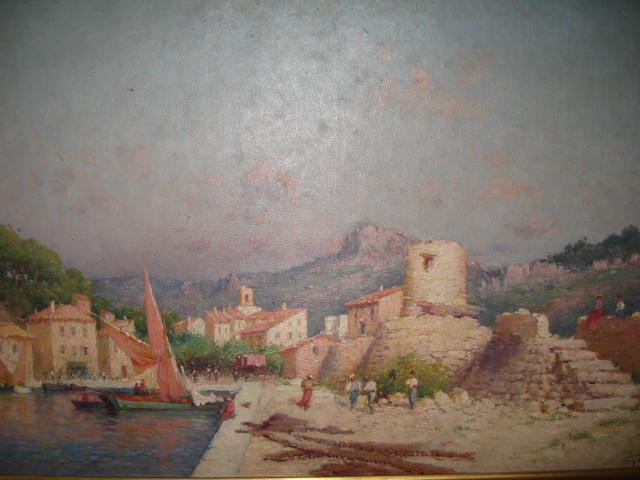
Le port de Cassis vers 1880, (collection particulière).
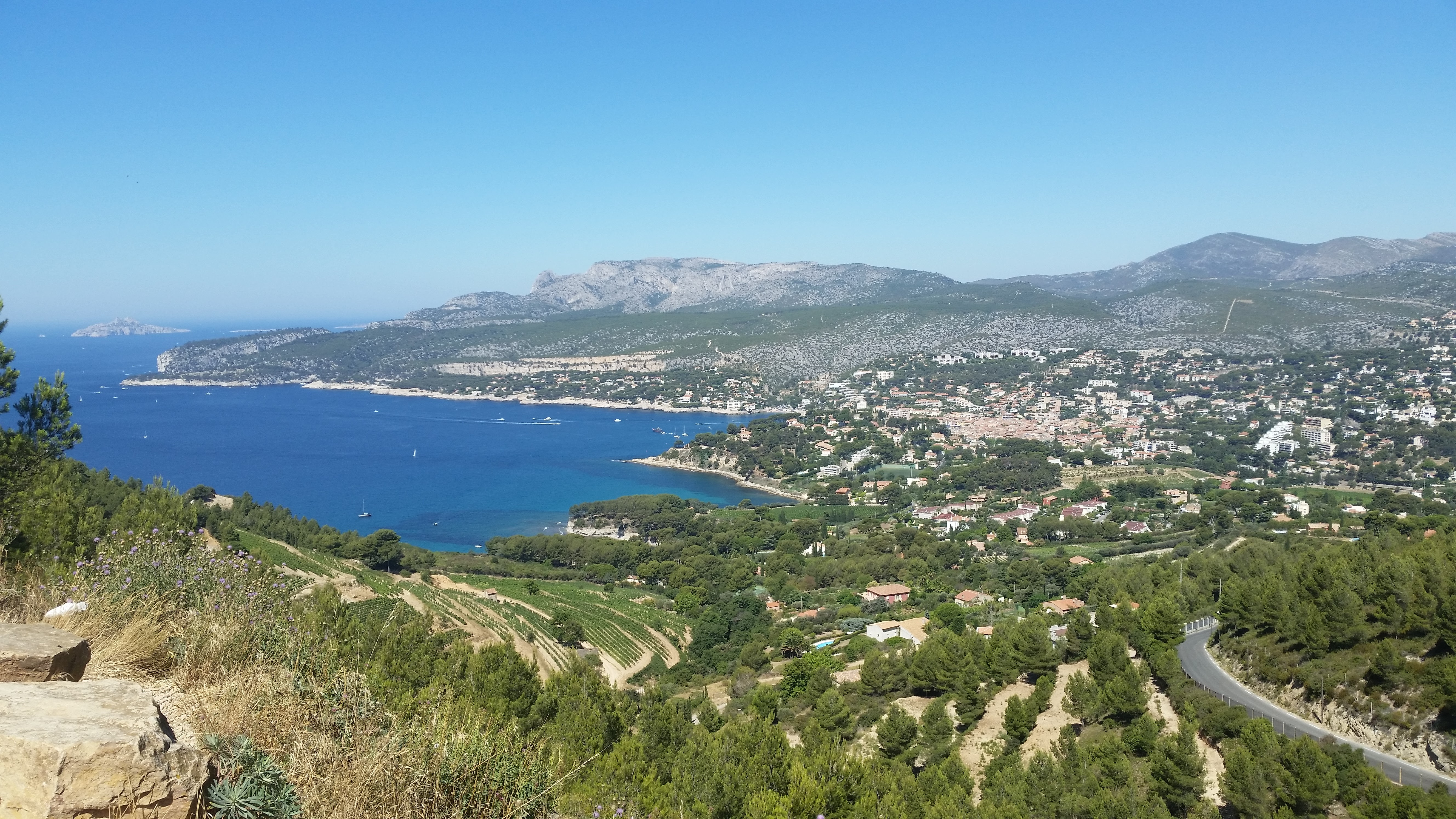
Vue de Cassis depuis la route des Crêtes.
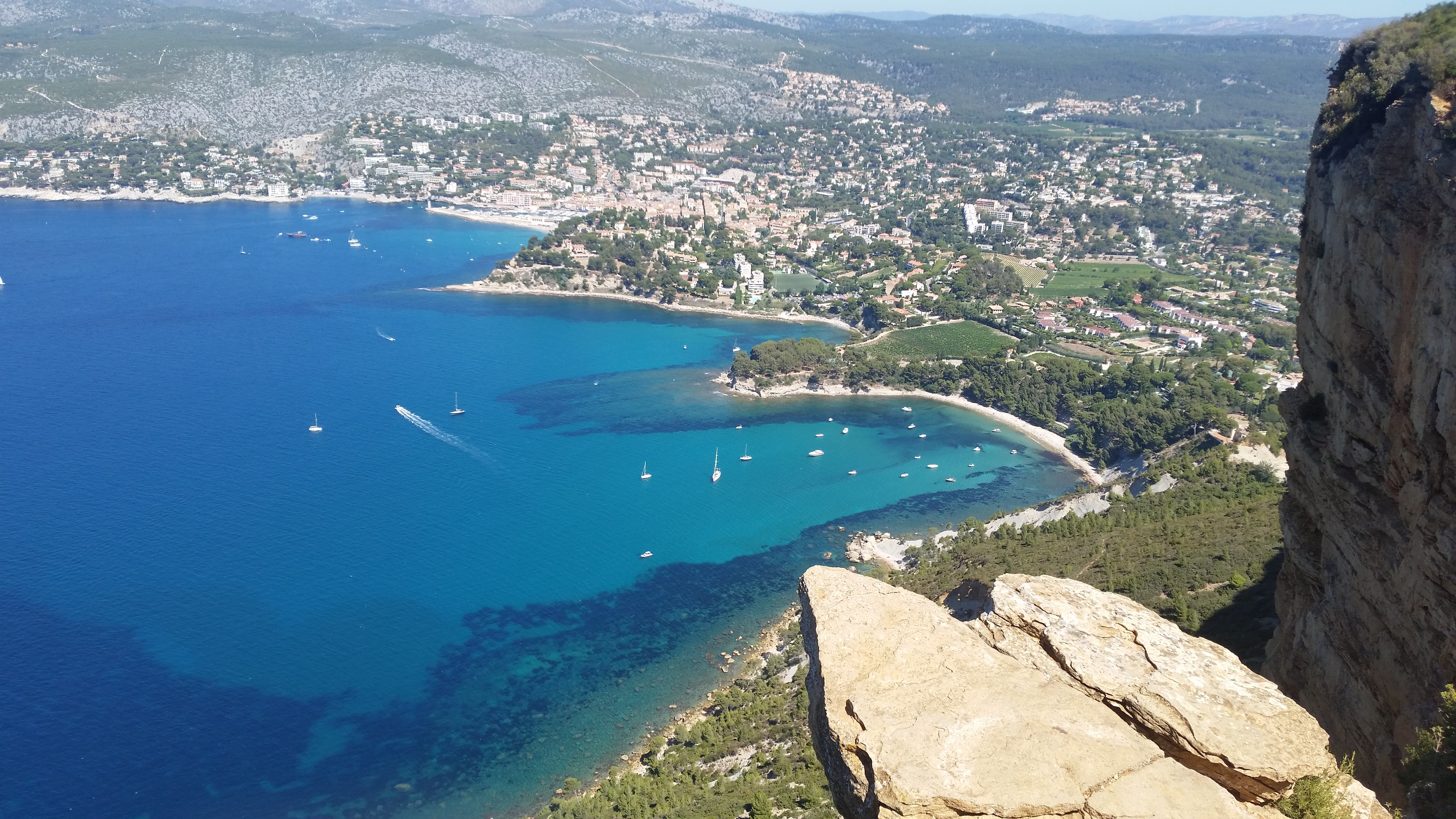
Vue de la ville en surplomb, prise du cap Canaille.
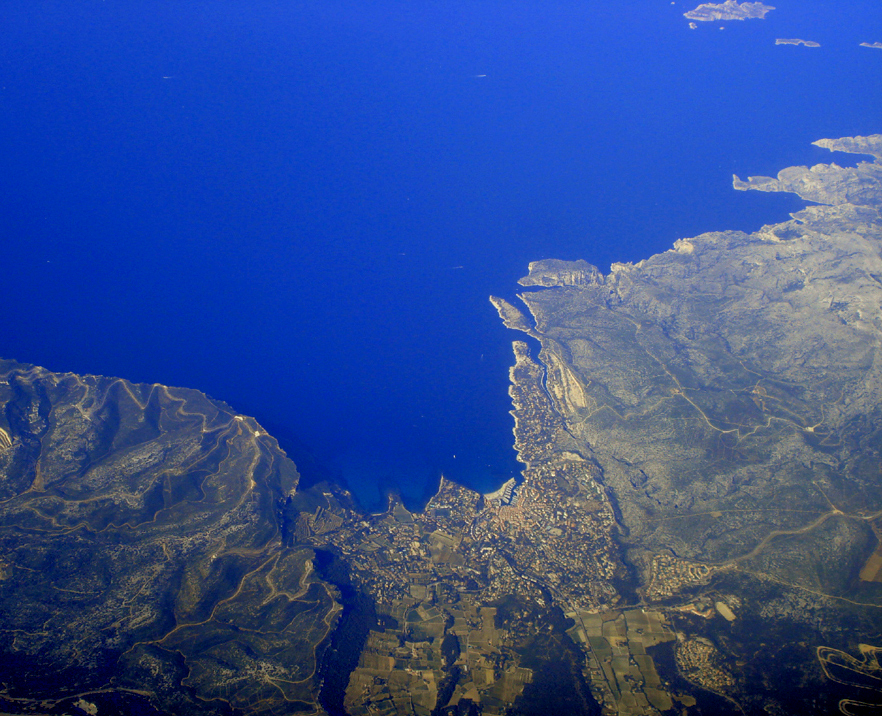
Vue aérienne de Cassis vers le Sud, avec le cap Canaille à gauche et les calanques à droite.